# Т-72
Т-72 «Ура́л» — советский основной боевой танк. Самый массовый танк второго поколения. Принят на вооружение в Вооружённых силах СССР в 1973 году. Т-72 разработан и производился Уралвагонзаводом в Нижнем Тагиле, главный конструктор машины — В. Н. Венедиктов. «Урал» состоит на вооружении стран СНГ, экспортировался в государства Варшавского договора, Финляндию, Индию, Иран, Ирак, Сирию. Модификации Т-72 выпускались по лицензии в Югославии (M-84), Польше (PT-91), Чехословакии и Индии, которые их экспортировали.

## История создания и производства

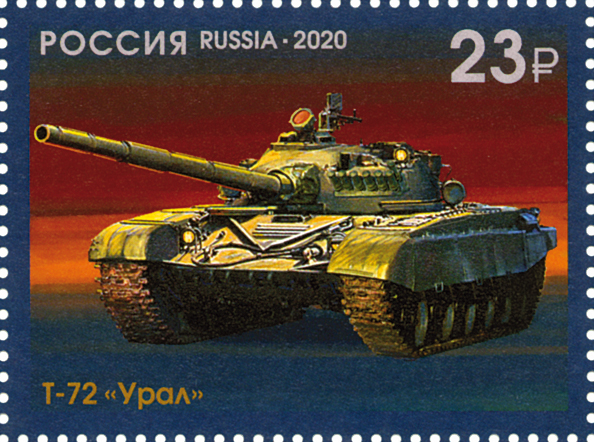
Т-72 на марке, посвященной 100 летию отечественному танкостроению

Революционный танк Т-64А понравился советским военным концептуально, но высокая стоимость, низкая надёжность и сложности в его производстве (особенно что касается необычного мотора 5ТД) мешали перевооружению на него всей Советской Армии. Поэтому в 1967 году в Харькове (Харьковское конструкторское бюро машиностроения) и в Нижнем Тагиле была параллельно начата разработка его мобилизационных вариантов с двигателем В-45 с оригинальной эжекционной и классической вентиляторной системой охлаждения.
В ходе дальнейшей работы, в 1968—69 гг., были проведены испытания обоих вариантов. В ноябре 1969 года на эти боевые машины стали устанавливать двигатели В-46 мощностью 573 кВт (780 л. с.). Кроме того, изменилась подвеска: нижнетагильские инженеры не считали надёжной харьковскую ходовую часть, и заменили её на свою с Т-62Б (развития Т-62 и неудачливого конкурента Т-64).
7 августа 1973 г. совместным постановлением ЦК КПСС и Совета Министров СССР № 554—172 на вооружение Советской Армии был принят танк Т-72. Производился в СССР и России в период с 1974 по 1992 годы на Уралвагонзаводе и Челябинском тракторном заводе.
В период с 1974 по 1990 годы только на Уралвагонзаводе было выпущено 20 544 танка Т-72 различных модификаций. Всего выпущено около 30 000 танков.

### Зарубежное производство
Кроме СССР, Т-72 производился в Чехословакии, Польше, Югославии, Индии и Ираке:
- Чехословакия — 815 единиц Т-72М произведено по лицензии в период с 1977 по 1991 год[2] на заводе ZTS в Мартине.
- ПНР — 682 единицы Т-72М произведены по лицензии в период с 1979 по 1991 год[2];
- Югославия — 390 единиц Т-72М1 произведены по лицензии (большинство в модификации М-84) в 1981—1990 годах[2].
- Индия — всего около 500 единиц Т-72М1 произведено по лицензии под обозначением Ajeya. Производство велось с 1988 по 1991 год, а затем продолжено после распада СССР по российской лицензии[2];
- Ирак — по разным данным, от нескольких машин до 100 единиц Т-72М1 произведено по лицензии под обозначением Asad babil в конце 1980-х годов[11];

После распада СССР танк Т-72 производился по лицензии в Индии, Иране и Польше:
- Индия — Т-72М1 производились по лицензии под обозначением Ajeya с 1992 по 2000 год[2]; по другим данным, производство велось до 2005 года, до постановки на производство Т-90С[4][12];
- Иран — 300 единиц Т-72С1 собрано по лицензии с 1993 по 2001 год[2];
- Польша — 77 единиц Т-72 произведено по лицензии с 1992 по 1995 год[2].

## Преодоление водных преград
Танк может по дну преодолевать реки глубиной до 6 метров. Для подобных мероприятий проводится герметизация танка: устанавливаются резиновые прокладки на люки, чехол-колпак в ствол орудия и клапанная коробка на выхлопную трубку двигателя. Экипаж снабжается спасательными жилетами и изолирующими противогазами, которые начинают вырабатывать кислород при срабатывании особого химического патрона. На танк ставится шноркель длиной 3—4 метра для подачи воздуха в МТО и боевой отсек танка.

## Описание конструкции
Т-72 имеет классическую компоновку, с размещением моторно-трансмиссионного отделения в кормовой, боевого — в средней, а отделения управления — в лобовой части машины. Экипаж танка состоит из трёх человек: механика-водителя, наводчика и командира, который также выполняет функции заряжающего после расходования боезапаса в автомате заряжания. После выстрела автоматически проводится очистка воздуха от газов в боевом отделении и выброс поддонов от гильз через люк в башне.
Т-72 стоит на вооружении более 40 лет. Десятки стран мира эксплуатируют данный танк. Глубокомодернизированные версии танка Т-72Б — Т-72Б3, особенно Т-72Б3М — соответствуют требованиям современной войны.
По данным СМИ, один из крупнейших эксплуатантов Т-72 — Индия (2414 Т-72) — планирует списать все танки.

### Броневой корпус и башня

Размещение членов экипажа и боекомплекта внутри защищённого бронёй пространства:
1 — механик-водитель,
2 — командир, 3 — наводчик и
4 — боекомплект

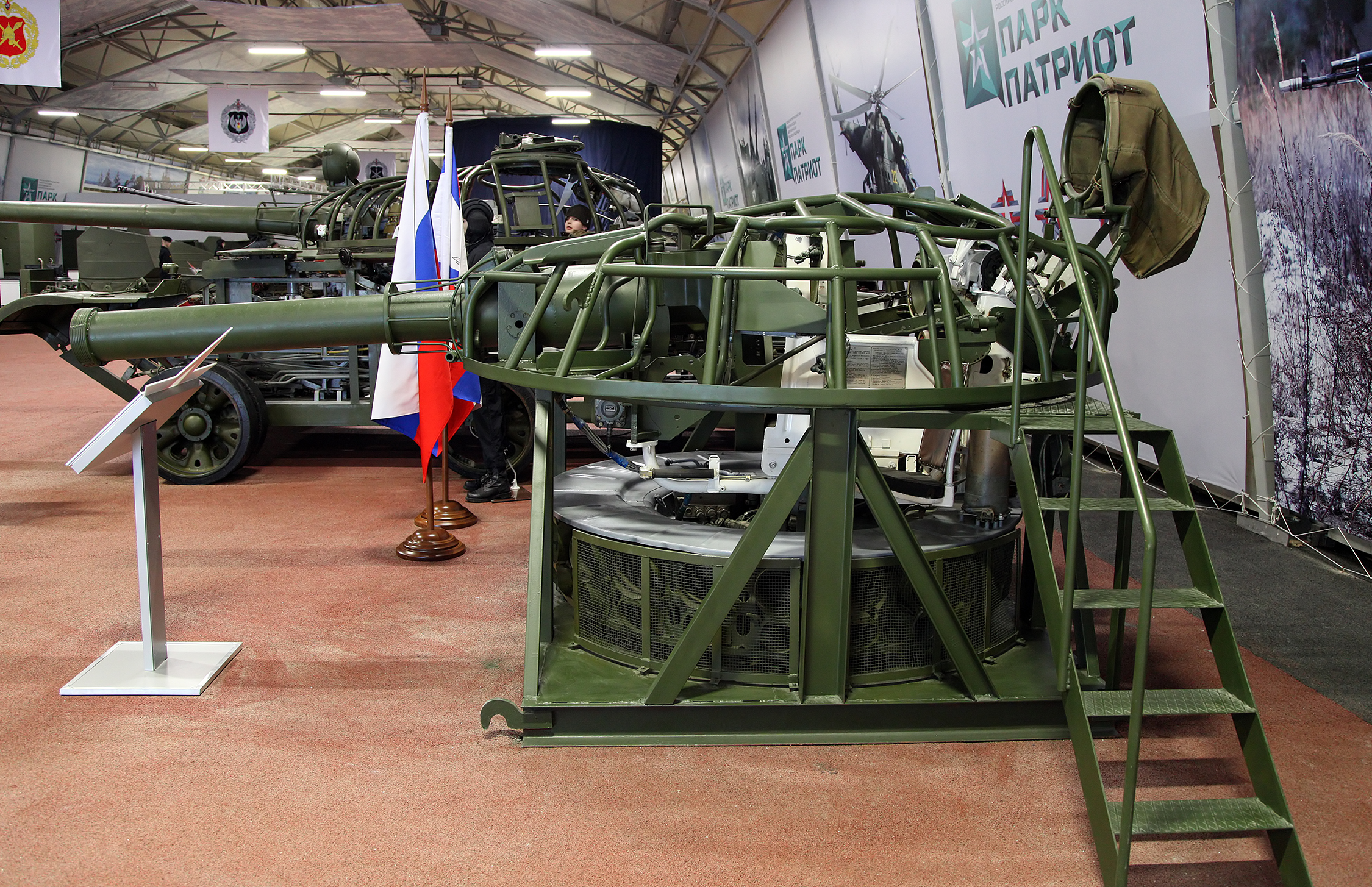
Стенд автомата заряжания Т-72.

Т-72 имеет дифференцированную противоснарядную броневую защиту. Броневой корпус танка представляет собой жёсткую коробчатую конструкцию, собираемую из листов и плит катаной гомогенной броневой стали и комбинированной брони. Лобовая часть танка состоит из двух сходящихся клином бронеплит: верхней, расположенной под наклоном в 68° к вертикали и нижней, расположенной под наклоном в 60°. На Т-72 верхняя плита выполняется из комбинированной брони, состоящей из 80-мм стального наружного, 105-мм стеклотекстолитового и 20-мм стального внутреннего слоёв, а нижняя плита — из катаной 85-мм гомогенной броневой стали. Приведённая толщина верхней лобовой детали составляет 550 мм, а её защитная способность, по разным данным, эквивалентна от 305 до 410 мм катаной гомогенной броневой стали против подкалиберных и от 450 до 600 мм против кумулятивных снарядов. Остальная часть корпуса выполняется полностью из катаной гомогенной брони. Вертикальные борта корпуса имеют толщину 80 мм в районе отделения управления и боевого отделения и 70 мм — в районе моторно-трансмиссионного, корма корпуса состоит из верхней и нижней бронеплит и двух штампованных картеров коробок передач. Крыша корпуса состоит из двух бронелистов, а днище имеет корытообразную форму и состоит из трёх штампованных деталей, имеющих ряд выштамповок для повышения жёсткости. Моторно-трансмиссионное отделение отделяется от боевого поперечной броневой перегородкой. На каждом борту танка для защиты от кумулятивных боеприпасов установлены по четыре поворотных экрана из 3-мм штампованных листов алюминиевого сплава. Экраны закрепляются на надгусеничных полках и в боевом положении разворачиваются под углом 60°, а в походном, для сохранности, прижимаются к пылевым щиткам. Бронирование башен танков первых серий монолитное.
В ходе серийного производства танка его бронирование неоднократно усиливалось. На Т-72А с 1980 года были перераспределены толщины слоёв верхней лобовой детали, составившие 60+100+50 мм, помимо этого, деталь была усилена приваркой 30-мм броневой плиты. Верхняя лобовая деталь корпуса Т-72А эквивалентна, по разным данным, от 360 до 420 мм броневой стали против подкалиберных снарядов и от 490 до 500 мм против кумулятивных боеприпасов. Откидные противокумулятивные щитки были заменены сплошным резинотканевым экраном на всю длину борта. На Т-72Б лобовое бронирование было вновь усилено, в том числе путём добавления 20-мм броневого листа. Кроме этого, Т-72Б получил комплект динамической защиты «Контакт», состоявший из 227 контейнеров, устанавливавшихся на верхней лобовой детали корпуса, лбу башни и передней половине бортов корпуса, башни и крыше башни. Аналогичная динамическая защита, отличавшаяся расположением элементов на башне (клином, как на других отечественных танках с индексом «В» в обозначении), с 1985 года устанавливалась на Т-72А в ходе их ремонта, после чего модернизированные танки получали обозначение Т-72АВ. Бронестойкость верхней лобовой детали корпуса Т-72Б западными специалистами оценивается как равная 570 мм броневой стали против подкалиберных снарядов и 1100 мм против кумулятивных боеприпасов с учётом навесной ДЗ типа Контакт. На модификации Т-72БА устанавливалась более совершенная встроенная динамическая защита.
На Т-72А в башню также были внесены изменения, появился наполнитель из термообработанного кварца («песчаные стержни»), алюминиевые щитки были заменены на сплошные резинотканевые бортовые экраны, на Т-72Б наполнитель башни заменили на блоки с отражающими элементами.

### Вооружение
Основным вооружением Т-72 являлась 125-мм гладкоствольная пушка Д-81ТМ (индекс ГРАУ — 2А26М). Длина ствола орудия — 48 (50,6 2А46М) калибров. С пушкой спарен 7,62-мм пулемёт ПКТ, в качестве зенитного пулемёта используется НСВТ-12,7 «Утёс» на открытой турельной установке, при этом по сравнению с аналогичной установкой танка Т-64 было произведено существенное упрощение — был исключён дистанционный привод зенитного пулемёта и упразднён оптический зенитный прицел ПЗУ-5, таким образом командир машины может вести огонь из зенитной установки только при открытом люке, наводя установку вручную, используя открытый прицел, хранящийся «по-походному» в специальной укладке на турели. На Т-72А установлено орудие 2А46, по сравнению с 2А26М повышена точность и живучесть ствола. На Т-72Б введён КУВ (комплекс управляемого вооружения) 9К120 «Свирь», который устанавливался не на все танки.

### Средства наблюдения и связи
- Т-72 — комплектовался радиостанцией Р-123М (собрана по трансиверной схеме, диапазон рабочих частот радиостанции разбит на два поддиапазона: 20,0 — 36,0 МГц и 36,0 — 51,0 МГц, возможна настройка радиостанции на 4 заранее подготовленные частоты (ЗПЧ)), переговорным устройством Р-124, на четыре абонента, аппаратом ТПУ-А, и аппаратом А-4 для подключения наружной розетки десанта. В командирской башенке находятся два прибора ТНП-160, и командирский прибор наблюдения ТКН-3, ночной прицел ТПН-1-49-23, дневной прицел дальномер ТПД-2-49, в качестве источника ИК света используется осветитель Л-2АГ «Луна» с ИК фильтром. НСВТ оборудован коллиматорным прицелом К10-Т.
- Т-72А — установлен дневной прицел дальномер ТПД-К1, ночной прицел ТПН-1-49-23 (позже заменён на ТПН-3-49, весь прицельный комплекс на 1А40), осветитель заменён на Л-4 «Луна-4».
- Т-72Б — установлена радиостанция Р-173 (диапазон рабочих частот 30 — 75,9 МГц), на командирской версии дополнительно, как и раньше, ставилась КВ станция Р-130; установлен прицельный комплекс 1А40-1, в состав которого входят дневной прицел дальномер ТПД-К1, комплекс 1К13-49 (введение КУВ 9К120 «Свирь», наведение ракеты по лучу лазера, Т-72Б довольно просто отличить от Т-72Б1 именно по ночному прицелу, на Т-72Б1 шахты для излучателя нет).
- Модернизация завода производителя для СУО.

Основной прицел наводчика — многоканальный комбинированный с оптическим каналом, тепловизионным каналом, лазерным дальномером и лазерным каналом управления ракетой, стабилизация независимая двухплоскостная, ТПДК-1 прицел дублёр
Ночной прицел наводчика по тепловизионному каналу основного прицела ночью опознаёт цель, 3000 … 3500 метров.
Прибор командира — дневно-ночной прицельно-наблюдательный комплекс типа ПНК-4СР или Т01-04
Дальность опознавания днём — 4000, ночью — 1000 метров.

### Двигатель и трансмиссия
На Т-72 устанавливались различные модели V-образных 12-цилиндровых многотопливных четырёхтактных дизельных двигателей жидкостного охлаждения семейства, являющегося развитием В-2. На Т-72 устанавливался двигатель В-46 с приводным центробежным нагнетателем, развивающий максимальную мощность в 780 л. с. при 2000 об/мин. На Т-72А устанавливался двигатель В-46-6, а с 1984 года — двигатель В-84 мощностью 840 л. с., который отличался от предыдущего дополнительным волновым инерционным наддувом при разделении каждого впускного коллектора на две секции. На Т-72Б устанавливался двигатель модели В-84-1.
Двигатель устанавливается в моторном отделении в кормовой части танка поперёк его продольной оси, на приваренном к днищу фундаменте. Топливная система включает в себя четыре внутренних и пять наружных топливных баков. Один из внутренних баков размещается на полу в кормовой части боевого отделения, тогда как остальные три — в отделении управления, по обеим сторонам от механика-водителя. Все пять внешних баков размещаются на правой надгусеничной полке. Ёмкость внутренних баков составляет 705 л, тогда как наружных — 495 л. Помимо них, к топливной системе могут подключаться две дополнительные бочки, закрепляемые на корме танка, общим объёмом 400 или 500 л в зависимости от объёма бочки. В качестве топлива может использоваться дизельное топливо марок ДЛ, ДЗ и ДА, бензины А-66 и А-72 и керосины Т-1, ТС-1 и ТС-2.
В состав трансмиссии Т-72 входят:
- Мультипликатор, передающий крутящий момент от двигателя к коробке передач («гитара»);
- Две механические семиступенчатые (7+1) планетарные коробки передач с фрикционным включением и управлением при помощи гидравлических приводов, одновременно выполняющие функции механизма поворота;
- Бортовые одноступенчатые планетарные передачи.

### Ходовая часть
Подвеска катков независимая, торсионная. Ходовая часть каждого борта состоит из 3 поддерживающих катков и 6 обрезиненных опорных катков с балансирами и лопастными амортизаторами на первом, втором и шестом, направляющего катка и ведущего колеса заднего расположения. Танк оборудован устройством самоокапывания, которое приводится в рабочее положение за 2 минуты.

## Модификации

### Советские и российские
- Объект 172 (1968 г.) — опытный предсерийный образец с двигателем B-45K и массой в 39 т.
- Объект 172-2М (1972 г.) — опытный предсерийный образец с более мощным двигателем В-46Ф и массой в 42 т.
- Т-72AO — опытная ангольская модификация Т-72 с более мощным двигателем 840 л.с., улучшенной комбинированной броней с динамической защитой, улучшенной системой прицела ночного видения и системой управления огня. Модифицирован в 2010-е годы.
- Т-72SN — опытная суданская модификация Т-72 с более мощным двигателем, с улучшенной системой кондиционирования. Модифицирован в 2000-е годы.
- Т-72 «Урал» (объект 172М; 1973 г.) — базовый образец.
- Объект 172МН — опытная модификация Т-72 с установкой 130-мм нарезной пушки 2А50 (ЛП-36Е)[32]. Проходил испытания в 1972—1974 годах. В середине октября 1975 года демонстрировался маршалу Гречко А. А. во время его посещения НИИ в Кубинке. На вооружение не принимался.
- Объект 172МД — опытная модификация Т-72 с установкой 125-мм гладкоствольной пушки 2А49 (Д-89Т)[11].
- Объект 172МП — опытная модификация Т-72 для проведения испытаний 125-мм гладкоствольной пушки 2А46М[11]. Изготовлен в мае-июле 1977 года с целью проведения приёмо-сдаточных испытаний системы. По результатам этих испытаний пушка 2А46М была признана соответствующей заданным тактико-техническим требованиям и рекомендована для проведения дальнейших испытаний.
- Объект 175 — проект модификации Т-72, опытные образцы не изготавливались, впоследствии некоторые наработки по этой машине были использованы на серийных Т-72[11].
- Объект 177 — опытная модификация Т-72 с КУВ с лазерным наведением «Свирь».
- Объект 179 — опытная модификация Т-72 с СУО «Обь» и КУВ «Кобра».
- Объект 186 — опытная модификация Т-72, созданный в рамках второго этапа ОКР «Совершенствование Т-72А». На танке был установлен новый 16-и цилиндровый Х-образный дизельный двигатель 2В-16, мощностью 1000—1200 л. с. с вентиляторной системой охлаждения.
- Т-72К «Урал-К» (объект 172МК; 1973) — командирский вариант танка Т-72. Отличался наличием дополнительной навигационной аппаратуры, КВ радиостанции Р-130М и автономным агрегатом питания.
- Т-72К (Объект 172МК-Э) — экспортная модификация командирского варианта линейного танка.
- Т-72 (Объект 172М-Э, 1975) — экспортный вариант, отличался конструкцией броневой защиты лобовой части башни, системой ПАЗ и комплектацией боеприпасов.
- Т-72А (объект 172М-1; 1979) — модернизация танка Т-72. Основные отличия: башня с комбинированной бронёй, усилено бронирование ВЛД, лазерный прицел-дальномер ТПД-К1, ночной прицел наводчика ТПН-3-49 с осветителем Л-4, сплошные бортовые противокумулятивные экраны, пушка 2А46 (вместо пушки 2А26М2), система 902Б запуска дымовых гранат, система защиты от напалма, система дорожной сигнализации, ночной прибор ТВНЕ-4Б механика-водителя, увеличенный динамический ход катков, двигатель В-46-6. С 1984 по ОКР «Отражение» на ВЛД наваривалась дополнительная стальная плита толщиной 30 мм.
- Т-72АК (объект 176К; 1979) — командирский вариант танка Т-72А. Отличался наличием дополнительной навигационной аппаратуры, КВ радиостанции и автономным агрегатом питания.
- Т-72М (1980) — экспортный вариант танка Т-72А. Он отличался броневой конструкцией башни, комплектацией боеприпасов и системой коллективной защиты.
- Т-72М1 (1982) — модернизация танка Т-72М, проведённая в ответ на боевой опыт Первой ливанской войны и испытания захваченного там танка «Магах». Вариант отличался дополнительным 16-мм броневым листом на верхней лобовой детали корпуса и комбинированной бронёй башни с песчаными стержнями в качестве наполнителя аналогично Т-72А.

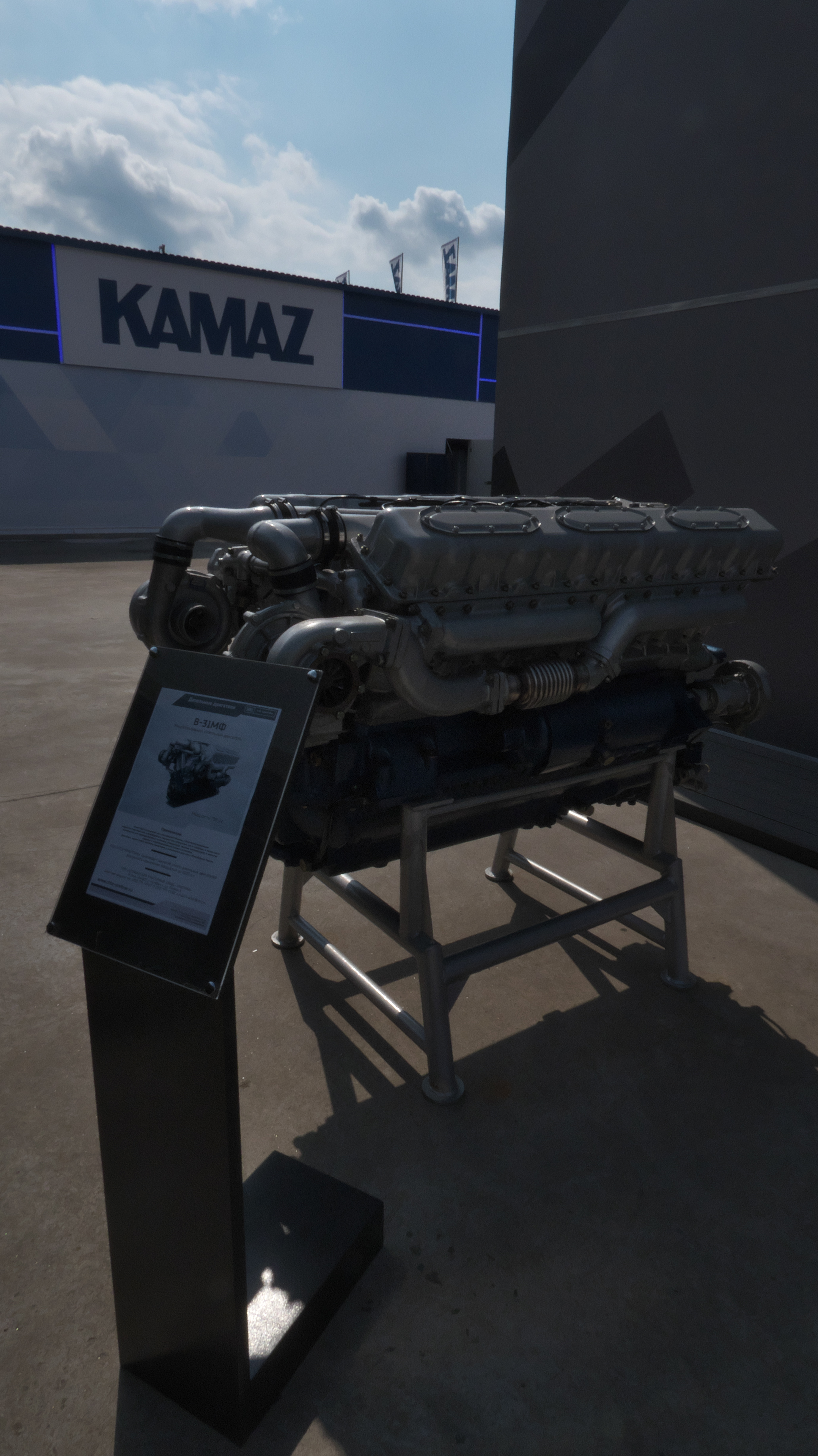
В92С2 на выставке «Армия-2023».

- Т-72М1М (Т-72М1К; объект 172М2, не путать с объектом 172-М2/172М-2М «Буйвол») — экспортная модернизация танка Т-72М1 оборудованная ДЗ,новой СУО, спутниковой навигационной системой сопряжённой с ТИУС. Изначально оборудовалась КАЗТ «Арена» и смешанным комплексом ДЗ, «Контакт-5» на ВЛД, и «Реликт» на башне (тогда танк возможно являлся лишь ходовым макетом), позже был установлен полный комплекс ДЗ «Реликт», и убран КАЗТ «Арена». Имеется также автомат сопровождения цели. Установлен КУВ 9К119 «Рефлекс» и СЭМЗ. Двигатель заменён на В92С2 мощностью 1000 л. с.
- Т-72АВ (объект 176В; 1985) — вариант танка Т-72А с навесной динамической защитой «Контакт-1».
- Т-72Б (объект 184; 1985) — модернизированный вариант танка Т-72А с комплексом управляемого вооружения 9К120 «Свирь», динамической защитой «Контакт-1», двигателем В-84 и СУО 1А40, замена пушки 2А46 на пушку — пусковую установку 2А46М. Значительно усилено бронирование ВЛД(эквивалент против БПС 490—550 мм) и применена новая башня с наполнителем по типу «отражающие листы»
- Т-72БУ обр. 1989 - — прототип танка Т-90 с пушкой Д-91 (с дульным тормозом).
- Т-72Б обр. 1989 (1989; также распространено неофициальное и неправильное название Т-72БМ) — модернизированный вариант танка Т-72Б со встроенной динамической защитой «Контакт-5», аналогичной устанавливаемой на танк Т-80У, а также изменённым составом верхней лобовой детали (эквивалент против БПС 530—600 мм).
- Т-72БК (объект 184К; 1987) — командирский вариант танка Т-72Б. Отличался наличием дополнительной навигационной аппаратуры, КВ радиостанции и автономным агрегатом питания.
- Т-72Б1 (объект 184-1; 1985) — вариант танка Т-72Б без монтажа некоторых элементов комплекса управляемого вооружения. От Т-72Б отличается используемым ночным прицелом ТПН-3-49 «Кристалл-ПА» вместо 1К13.
- Т-72Б1К (объект 184К-1) — командирский вариант танка Т-72Б1. Отличался наличием дополнительной навигационной аппаратуры, КВ радиостанции и автономным агрегатом питания.
- Т-72Б1МС (объект 184-1МС) — вариант модернизации Т-72Б1. Отличался панорамным прицелом командира.
- Т-72С (1987) — экспортный вариант танка Т-72Б. Первоначальное наименование — танк Т-72М1М. Основные отличия: 155 контейнеров навесной динамической защиты (вместо 227), отсутствие надбоя на башне, бронирование корпуса и башни сохранено на уровне танка Т-72М1, другая комплектация боеприпасов к пушке. Попали на вооружение российской армии в 1993 году после срыва ряда экспортных поставок.
- Т-72БА (объект 184А) \ Т-72БА1 (объект 184А1). Модернизация во время капитального ремонта Т-72Б на УВЗ. Первые партии модернизированных машин были сданы ещё в 1999—2000 годах. Модернизация предполагала усовершенствование до уровня самых поздних Т-72Б выпуска 1991 г. СУО 1А40-1 (позже 1А40-1М, а с 2005 г. — 1А40-М2), установку нового стабилизатора вооружения 2Э42-4 «Жасмин», усиление противоминной стойкости днища дополнительной бронеплитой в районе сиденья механика-водителя, замена ходовой части и двигателя на те, что применялись на первых сериях Т-90 (образца 1993 г., двигатель В-84МС), или от Т-90А (с 2003 г. — В-92С2) и установка ВДЗ «Контакт-5» (первые серии Т-72БА частично сохраняли «Контакт-1»[33]). Кроме гусениц и ВДЗ, внешне машину от обычной модификации «Б» отличает хорошо заметный на башне датчик ветра, установка которого позволила усовершенствовать прицельное оборудование танка.
- Т-72Б2 «Рогатка» (2006; также Т-72БМ по другим документам; объект 184М) — модификация с модернизированным орудием 2А46М5, повысившим точность огня; также установлено устройство для повышения точности стрельбы артиллерийского вооружения, многоканальный (визирный, дальномерный, тепловизионный каналы и совмещённый с ними канал для наведения управляемых ракет) прицел наводчика «Сосна» производства белорусского ОАО «Пеленг» оснащён тепловизионной камерой второго поколения французского производства CATHERINE фирмы Томсон-CSF, на танке установлена ВДЗ модульного типа «Реликт», новый двигатель В-92С2 мощностью 1000 л. с., кроме того танк оснащён и вспомогательной силовой установкой (ВСУ), системой электромагнитной защиты, обеспечивающей защиту от противотанковых мин с магнитными взрывателями.
- Т-72Б3 обр. 2011 (2011 г.) — модернизированная версия Т-72; начал поставляться в Вооружённые силы России в 2012 году. На танке установлена ВДЗ «Контакт-5», двигатель В-84-1 мощностью 840 л. с., многоканальный прицел наводчика «Сосна-У», включающий в себя визирный, тепловизионный, дальномерный каналы, а также канал управления ракетой, датчик ветра, радиостанция Р-168-25У-2 «Акведук» и комплекс защиты от оружия массового поражения. Доработан автомат заряжания пушки под новые боеприпасы и усовершенствована ходовая часть, получившая гусеничные ленты с параллельным шарниром. Нет приёмников ГЛОНАСС для определения экипажем местоположения танка.
- Т-72Б3 обр. 2014 (2014 г.) — модернизированная версия Т-72Б3 для танкового биатлона. От базовой версии отличается наличием панорамного тепловизионного прибора командира, двигателем мощностью 1130 л. с., автоматом переключения передач и системой управления движения с речевым информатором критических режимов работы узлов[34].[неавторитетный источник]
- Т-72Б3 обр. 2016 (2016 г.) — модификация Т-72Б3 обр. 2011 года с противокумулятивными решетчатыми экранами, комплексом модульной динамической защиты «Реликт», пушкой 2А46М-5-01, двигателем В-92С2Ф[35], автоматизированной коробкой передач, цифровым дисплеем, телевизионной камерой заднего обзора, стабилизатором вооружения 2Э58[36] и прибором наблюдения механика-водителя ТВН-5[37]. Боевая масса 46 т. Впервые была представлена общественности на военном параде на Красной площади 9 мая 2017 года.
- Т-72Б3 обр. 2022 (2022 г.) — версия с прицелом наводчика 1ПН-96МТ-02 и ИК-камерой меньшего разрешения. Помимо ДЗ «Контакт-5», на танк дополнительно установлена ДЗ первого поколения «Контакт-1».[38]

### Зарубежные
- Т-72АГ (T-72AG; Украина) — экспортный вариант модернизации танка. Использованы основные узлы и агрегаты танков Т-80УД и Т-84. На танке установлен двигатель 6ТД (6ТД-1 мощностью 1000 л. с. или 6ТД-2 мощностью 1200 л. с.), новое СУО, новая встроенная динамическая защита, изменено МТО. Возможна установка пушки КБМ-1М.
- Т-72-120 (Украина) — вариант модернизации танка, предлагаемый на экспорт для стран НАТО. На танке установлена 120-мм гладкоствольная танковая пушка КБМ-2 (возможна установка пушки калибром 140 мм). В задней части башни установлена ниша, в которой располагается автомат заряжания с 22 унитарными выстрелами, остальной боекомплект (20 снарядов) располагается в кормовой части боевого отделения. Используемые выстрелы соответствуют стандартам НАТО. Зенитный 12,7-мм пулемёт получил дистанционное управление, аналогичное танку Т-80УД. Система управления огнём, вспомогательное вооружение, силовая установка и защита Т-72-120 полностью аналогичны танку Т-72АГ.
- Т-72МП (Т-72-МР; Украина) — экспортный вариант модернизации танка, разработанный при участии чешской компании «Богемия» и французской «SAGEM»[39]. Дальнейшее совершенствование Т-72АГ в соответствии со стандартами НАТО. На танк установлен совмещённый дневной-ночной лазерный прицельный комплекс со стабилизацией в двух плоскостях SAVAN 15MP французской фирмы SAGEM и панорамный прицел французской фирмы SFIM (аналогичные установленным на танке «Леклерк»). По желанию заказчика предусмотрена установка системы защиты от ПТРК типа «Штора-2», современного радио и навигационного оборудования, компьютерной системы боевого управления с дисплеем тактической обстановки и другим электронным оборудованием ведущих западных фирм. Возможна установка пушки КБМ-1М.
- Т-72Е (Украина) — вариант модернизации танка, создан на Харьковском бронетанковом ремонтном заводе в сотрудничестве с ХКБД, предлагаемый на экспорт. Установлен двигатель 5ТДФЕ мощностью 900 л. с. (5ТДФМА-1 мощностью 1050 л. с. на вариант Т-72Е1), с сохранением старой системы охлаждения и без значительной доработки корпуса, автономный электроагрегат ЭА-10 мощностью 10 кВт, кондиционер, трансмиссия с повышенным КПД, встроена ДЗ «Нож» на башне и навесная на корпусе. Изготовлено 2 машины модификации Т-72Е1 на базе танков Т-72А и Т-72Б.
- Т-72УА1 (Украина) — вариант модернизации танка Киевского ремонто-механического завода и ГП ХКБД, предлагаемый на экспорт (дальнейшее развитие проекта Т-72Е1). Установлен двигатель 5ТДФМА-1 мощностью 1050 л. с., с сохранением старой системы охлаждения и без значительной доработки корпуса, трансмиссия с повышенным КПД, 12,7-мм зенитный пулемёт ДШКМ, встроена ДЗ «Нож» на башне и навесная — на корпусе. Установлены вспомогательная силовая установка ЭА-10-2 мощностью 10 кВт (в силовом отделении) и кондиционер. В ходовой части используются гусеницы и ведущие колёса от Т-80. Машины данной модификации поставлялись в Эфиопию (модернизировались танки Т-72Б).
- Т-72УА4 (T-72UA4; Украина) — вариант модернизации танка аналогичный Т-72УА1, предлагаемый для Казахстана. Машина имеет усовершенствованный прицельно-наблюдательный комплекс командира с зенитной пулемётной установкой закрытого типа, комплекс оптико-электронного противодействия «Варта».
- Т-72АМТ (Украина) — на машину установлены «приборы ночного видения с ЭОП третьего поколения», прибор наблюдения командира ТКН-3УМ, прицел-прибор наведения 1К13-49 «Неман» (от танка Т-72Б) с возможностью ведения огня танковой управляемой ракетой «Комбат», ночной прибор механика-водителя ТНК-72 или ТВН-4БУП, радиостанции турецкой компании Aselsan и «Либидь-К-2РБ» (Motorola сборки киевской фирмы «Доля и Ко. Лтд») вместо Р-123 (Р-173), комплект навигационной аппаратуры ГЛОНАСС/GPS СН-3003 «Базальт» (производства ГП «Оризон-Навигация», Смела, Черкасская область), двигатель В-84-1 вместо В-46, ВСУ типа ЭА10, комплекс динамической защиты по образцу танка Т-72UA (с применением части элементов комплекса «Нож»), защитные решётки в задней части корпуса и башни, ведущие колёса с гусеницами по типу Т-80, неоновые фары, 12,7-мм зенитная пулемётная установка с дистанционным управлением от танка Т-64БВ и дополнительным бронированием, видеокамеры заднего вида и зеркала заднего вида. Разработчик — Киевский БТРЗ.
- Т-72БМЭ (Беларусь) — белорусский вариант модернизации танка Т-72А, представленный 140-м бронетанковым заводом.[40]
- Т-72Б «Витязь» (Беларусь) — модификация, оснащённая многоканальным прицелом наводчика «Сосна-У» производства белорусской компании «Пеленг» и другим улучшенным оборудованием. «Сосна-У» стабилизирована в двух плоскостях, имеет оптический. телевизионный и инфракрасный канал, а также лазерный дальномер, который используется и в качестве средства подсветки целей при стрельбе управляемыми ракетами.
- Т-72БМ2 (Беларусь) — модернизация 2022 года танка Т-72Б, разработанная специалистами 140-го ремонтного завода. Машина оснащена дополнительной силовой установкой, многоканальным прицелом наводчика «Сосна-У» и динамической защитой «Контакт-5». Впервые танк был представлен на Минской оборонной выставке MILEX-2023.
- Т-72KZ (Казахстан) — совместно казахстанско-израильский вариант модернизации танка. На нём была установлена динамическая защита и СУО израильского производства.
- Т-72KZ «Шыгыс» (Восточный) (Казахстан) — вариант модернизации, при участии фирм Казахстана, Израиля и Украины. Впервые представлен в 2012 году. На танке установлена усовершенствованная СУО TISAS с тепловизионными прицелами израильского производства, ТИУС, навигационная система на базе GPS и радиостанции Tadiran. На башне смонтирована встроенная, а на корпусе — навесная ДЗ, на бортовые проекции установлены противокумулятивные решётки. Гусеницы оснащены асфальтоходными накладками[источник не указан 3075 дней].
- Т-72КАЕ (Казахстан) — Машина представляет собой значительно усовершенствованный вариант танка Т-72А, оснащённого новой системой управления огнём с тепловизором и автоматом сопровождения цели, тепловизором механика-водителя, дистанционно управляемой стабилизированной пулемётной установкой, динамической защитой, новыми средствами связи и т. д. Был представлен на выставке Kadex-2018.
- Т-72A Aslan (Азербайджан) — вариант модернизации, разработан израильской компанией Elbit Systems. На танке установлена компьютеризированная СУО, навигационная система на базе GPS, система определения «свой-чужой», тепловизоры командира и наводчика, навесная ДЗ.
- T-72M2 Moderna (Словакия) — не пошедшая в серию, по финансовым причинам, модернизация Т-72М 1993 года от фирмы ZTS-OTS, спроектированная совместно с французской компанией SFIM и бельгийским производителем авиационного электронного оборудования SABCA. На танке установлена новая компьютеризированная СУО VEGA, прицел VS-580 (как у танков «Леклерк») мощность двигателя В-46 была доведена до 850 л. с. и присвоено название S-12U, на танке также были установлены две автоматические 20-мм зенитные пушки КАА-200 (на ранних версиях), позже их заменили одной 30-мм пушкой (2А42), также на танке установлена новая динамическая защита Dynas.
- Т-72 T 21 (Словакия, Франция) — совместный словацко-французский проект модернизации танка DMD Holding a.s. На танке установлена новая французская башня T 21, оборудованная 120-мм пушкой Model F1 (CN-120-24 Lisse) с автоматом заряжания аналогичным «Леклерк», СУО аналогична Т-72М2.

- Т-72М4 CZ (Чехия) — чешский вариант комплексной модернизации Т-72М и Т-72М1 проведённый компанией VOP CZ. От базового Т-72М отличает установка британского двигателя CV-12 от фирмы Perkins Engines, американской трансмиссии XTG 4II-6 от фирмы Allison Transmission, динамическая защита DYNA-72 производства VOP CZ, система управления огнём TURMS-T от итальянской компании Officine Galileo.
- T-72M4 CZ-W (Чехия) — командирский вариант Т-72М4CZ.
- T-4-72 Scarab (Скарабей) (Чехия) — Модификация Т-72 чешской компания Excalibur — Vruboun. Пулемёт калибра 12,7 мм был заменён на дистанционно управляемый зенитный крупнокалиберный пулемёт. Существенно увеличена баллистическая защита. В передней части корпуса, танк оснащён защитой ERA ВДЗ, спереди и по бокам башни, корпус оснащён пассивной бронёй, а задняя часть башни защищена решётчатым экраном. Установлен двигатель V-84 618 кВт вместо двигателя В-46-6, установленного изначально. Он может разгонять танк до 60 км/ч, при этом максимальный запас хода составляет 500 км. Усовершенствованы приборы наблюдения и прицеливания. Теперь они могут работать в пассивном режиме, а в некоторые приборы были добавлены лазерные фильтры.[41]
- T-72EA Avenger (Мститель) (Чехия) — чешская экспортная модификация Т-72М1 от фирмы Excalibur Army. Танки получили новые оптику и силовую установку, а также динамическую защиту «Контакт-1». Несколько десятков таких танков передано Украине.
- PT-91 Twardy (Польша) — польская модернизация Т-72М1.
- PT-72U (Польша) — польская модернизация Т-72. Также пакет модернизации может быть установлен на PT-91 Twardy. Установлена динамическая защита наподобие PT-91 Twardy, а на не прикрытой поверхности танка установлены решётчатые защитные экраны. Улучшена противоминная защита, установлен кондиционер, новый дистанционно наводимый зенитный пулемёт ZSMU-127 Kobuz, новая электроника. Сокращён боекомплект (кормовую нишу занял кондиционер).
- T-72M1R (Польша) — польская модернизация Т-72M1. Усовершенствован перископический тепловизионный прицел, установлены пассивные приборы ночного наблюдения, цифровая система связи, цифровая система запуска двигателя, дополнительные транспортные корзины, новая система электропитания и новые гусеничные комплекты[42]. В 2019 году Польшей заключён контракт на модернизацию 230 танков Т-72M1[43].
- M-84 (Югославия) — югославская модернизация Т-72М. Основные отличия М-84 от прототипа обусловлены использованием комплектующих собственной разработки. Прицел-дальномер ТПД-2-49 и ночной прицел наводчика ТПН-1 заменены на комбинированный прицел-дальномер наводчика DNNS-2, вместо командирского прибора ТКН-3 установлен командирский прибор DNKS-2. В отделении управления установлен ночной бесподсветочный перископический прибор механика-водителя PPV-2. Установлена система коллективной защиты DRHT, система управления огнём SUV-M84, средства связи и внутренней коммутации югославского производства. Мощность двигателя доведена до 1000 л. с.
- M-84АВ1 (Сербия) — сербский вариант модернизации танка М-84, под наименованием M2001.
- M-84A4 Snajper (Хорватия) — хорватский вариант модернизации танка М-84 производства фирмы АО «Джуро Джакович» из Славонски-Брода.
- М-95 Дегман (Хорватия) — хорватский вариант модернизации танка М-84.
- M-84D (Хорватия) — хорватский вариант модернизации танка М-84.
- TR-125 (Румыния) — румынская версия T-72. Семикатковая ходовая часть, полностью переработанное МТО с немецким двигателем, масса танка 50 тонн.
- T-72SIM-1 (Грузия) — вариант модернизации грузинских Т-72М израильской фирмы Elbit Systems. Установлены новые радиостанции FALCON фирмы Harris, навигационная система на базе GPS, система определения «свой-чужой», тепловизоры командира и наводчика, навесная ДЗ.
- Tank EX (Индия) — шасси Т-72 с установленной башней от танка Арджун; масса 48 тонн; построено 2 прототипа.
- Ajeya (Неуязвимый) (Индия) — индийское обозначение танков Т-72 и Т-72М1.
- Atharva (Мудрец) (Индия) — шасси Т-72М1 с установленной башней от танка Т-90С.
- Asad Babil (Вавилонский лев) (Ирак) — лицензионная копия Т-72М1 для ВС Ирака, выпускавшаяся с 1989 по 1998.
- Т-72F (Иран) — танк Т-72, модернизируемые по образцу «танка Karrar»[44]
- Т-72AV TURMS-T (Сирия) — сирийская модернизация танка Т-72АВ с итальянской СУО TURMS (Tank Universal Modular System — танковая универсальная модульная система).

## Машины на базе Т-72

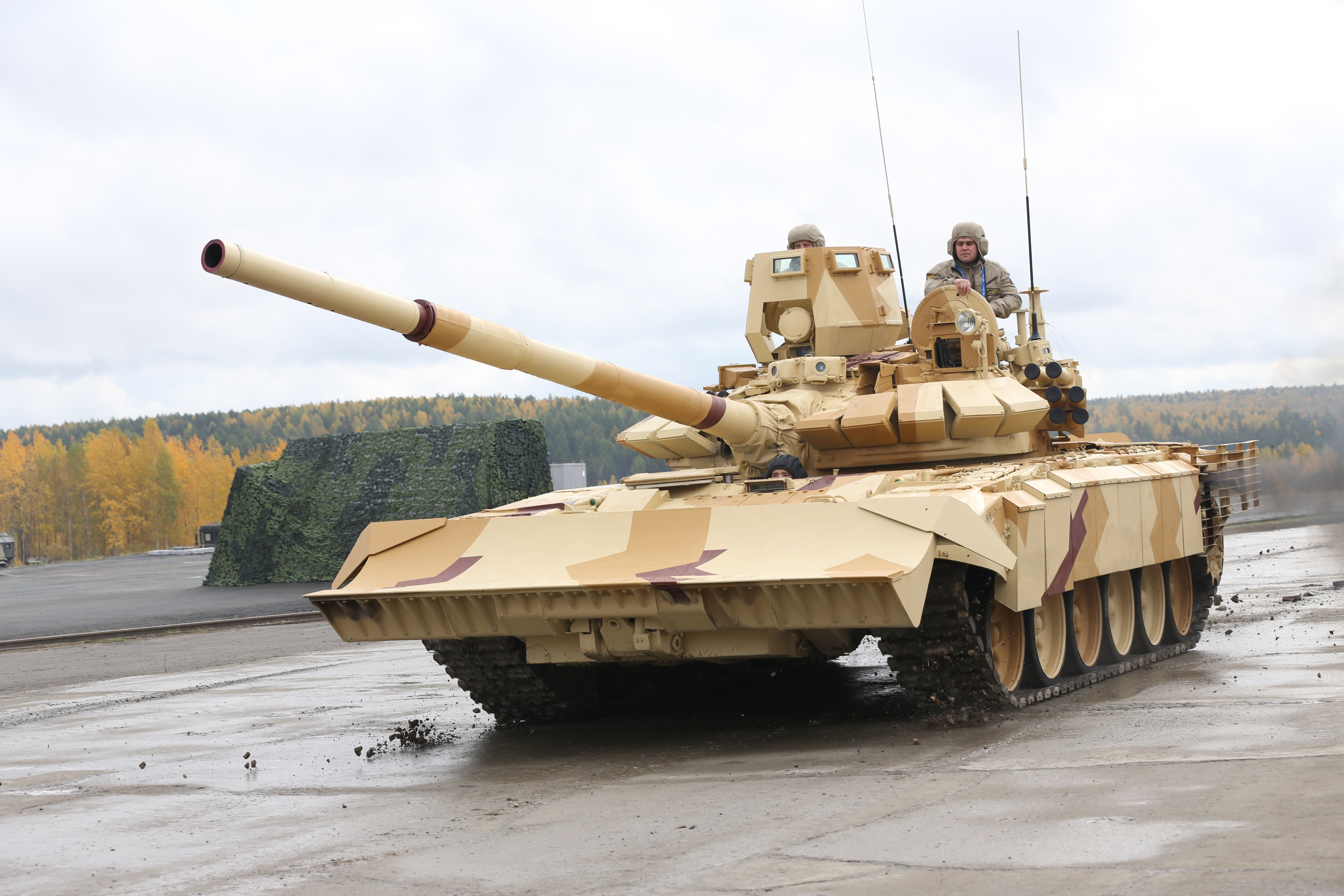
Модификация для городских боёв, представленная на RAE-2013.

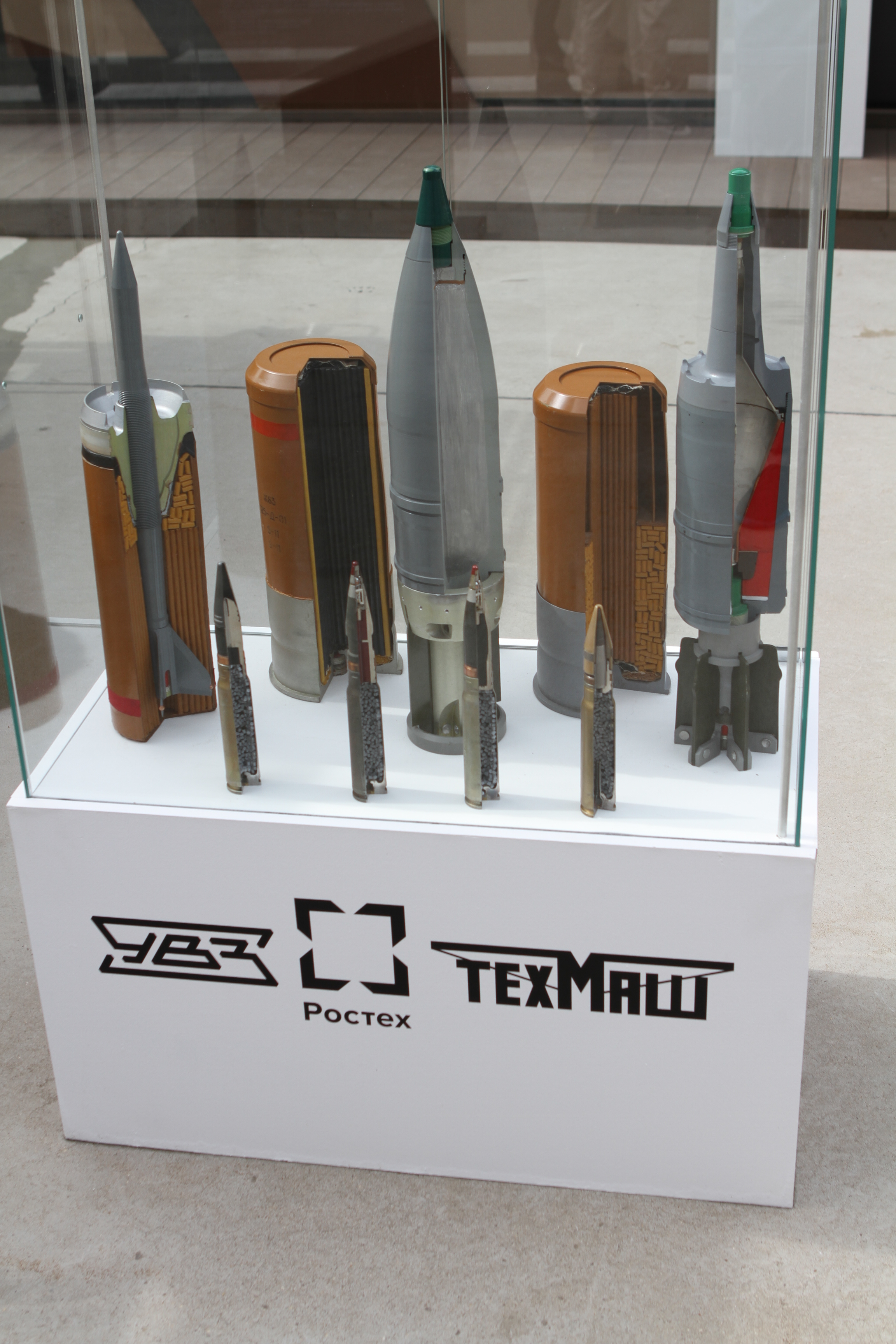
Боеприпасы Т-72 слева направо: бронебойный подкалиберный, осколочно-фугасный и кумулятивный снаряды

Специальные танки на базе Т-72:

### Советские и российские
- Объект 033 — машина управления инженерного роботизированного комплекса «Клин-1» для действий в зонах радиационного заражения
- Объект 187 — советский опытный основной боевой танк.
- Объект 188 (он же Т-72БУ) — советская глубокая модернизация Т-72Б после принятия на вооружение — российский основной боевой танк Т-90.
- Объект 190 — опытная установка разминирования УР-88 «Гобой».
- Объект 196 — советская инженерная машина разграждения ИМР-2МА.
- Объект 316 — шасси советской и российской 152-мм самоходной гаубицы 2С19 «Мста-С». Моторно-трансмиссионная установка унифицирована с танком Т-72. Корпус отличается более слабым бронированием[45].
- Объект 327 — опытная советская 152-мм самоходная пушка.
- Объект 350 — шасси российской 152-мм самоходной гаубицы 2С19М1.
- Объект 563 — российская тяжёлая транспортно-заряжающая машина ТЗМ-Т из состава тяжёлой огнемётной системы ТОС-1А «Солнцепёк».
- Объект 564 — российская тяжёлая боевая машина огнемётчиков БМО-Т.
- Объект 608 — советская бронированная ремонтно-эвакуационная машина БРЭМ-1.
- Объект 632 — советский танковый мостоукладчик МТУ-72.
- Объект 634 — советская и российская боевая машина тяжёлой огнемётной системы ТОС-1 «Буратино».
- Объект 634Б — российская боевая машина БМ-1 из состава тяжёлой огнемётной системы ТОС-1А «Солнцепёк».
- Объект 637 — советская инженерная машина разграждения ИМР-2.
- Объект 781 — опытная боевая машина огневой поддержки танков (БМПТ).
- Объект 782 — опытная боевая машина поддержки танков.
- Объект 787 — опытная боевая машина поддержки танков.
- Терминатор-2 — боевая машина поддержки танков.
- БМР-3 — российская бронированная машина разминирования.
- РХМ-7 — российская машина радиационной и химической разведки «Берлога-1»
- УМЗ-Г «Клещ» — российская инженерная машина для дистанционного минирования (впервые представлена на выставке «Армия-2019»)[46]

### ГДР
- BLP-72 — восточногерманский проект танкового мостоукладчика
- FAB-172M — восточногерманский ходовой тренажёр для обучения механиков-водителей Т-72
- FAB-172U — восточногерманский ходовой тренажёр для обучения механиков-водителей Т-72

### Индийские
- BLT T-72 (он же BLT-T-72 AVLB) — индийский танковый мостоукладчик на шасси Т-72М1. Несёт 20-метровый мост MLC 60 (60-тонного класса) или 22-метровый мост MLC 70 (70-тонного класса)
- ESAB — индийский опытный танковый мостоукладчик на шасси Т-72М1
- MHAB — индийский опытный танковый мостоукладчик на шасси Т-72М1

### Польские
- PZA «Loara» — польская зенитная самоходная установка
- SJ-09 — польский ходовой тренажёр для обучения механиков-водителей
- WZT-3 — польская бронированная ремонтно-эвакуационная машина
- MG-20 Daglezja-G — польский танковый мостоукладчик на удлинённом шасси Т-72 (7 опорных катков на борт). Мост MLC-70.

### Словацкие
- ShKH «Himalaya» — словацкая 155-мм опытная самоходная гаубица
- VT-72C — словацкая модернизация БРЭМ VT-72B, использует польский дизель S-12U.

### Украинские
- БТС-5Б — украинская модификация БРЭМ-1. В отличие от базовой модели, БТС-5Б изготавливаются не вновь, а путём переделки шасси танков Т-72А в процессе капитального ремонта. Стоимость одного экземпляра БТС-5Б составляет 1 100 000 руб[47].
- БМТ-72 — украинская боевая тяжёлая машина пехоты.

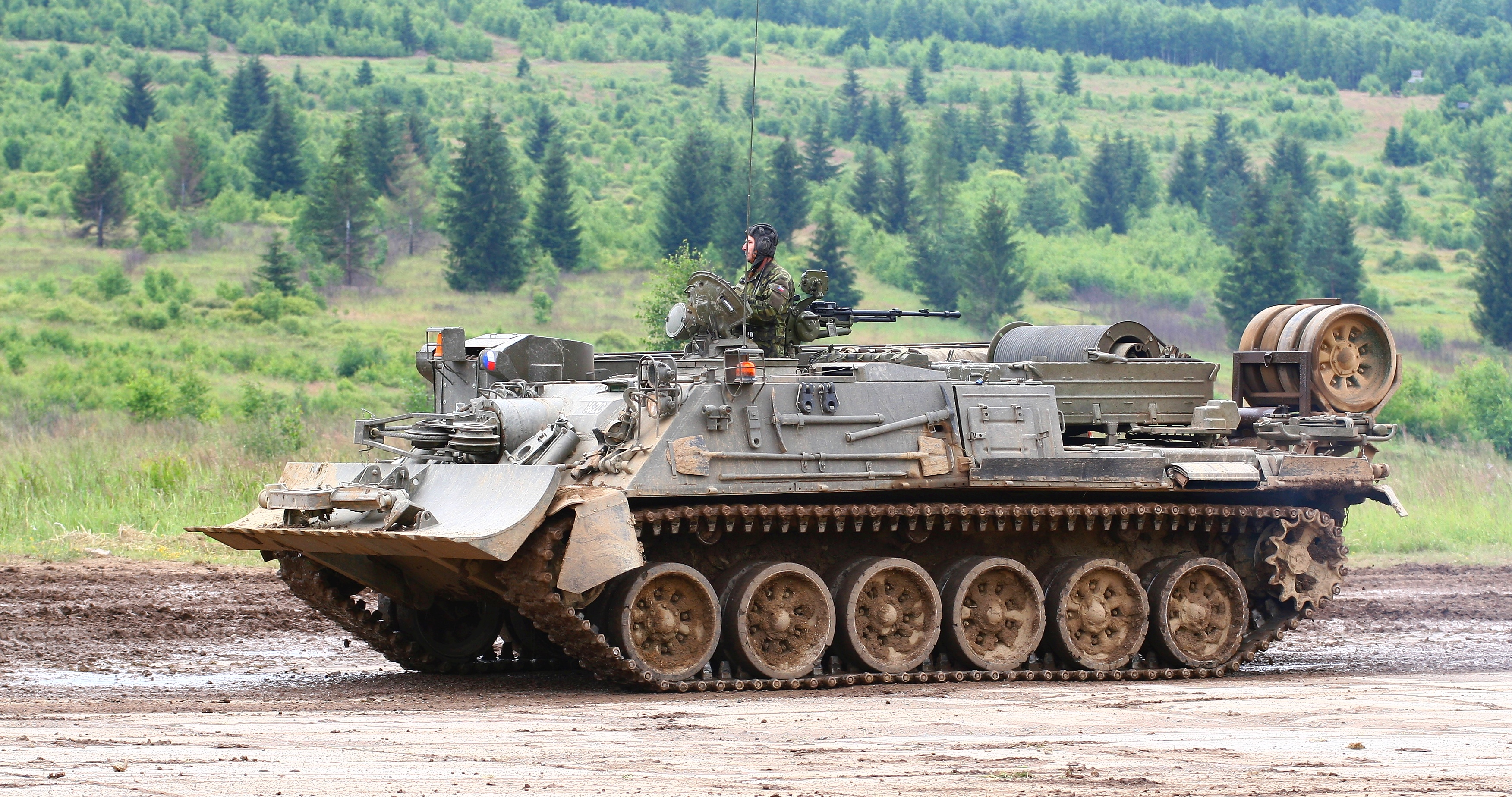
Чехословацкая БРЭМ VT-72.

### Чехословацкие
- MT-72 — чехословацкий танковый мостоукладчик
- VT-72 (BRAM-72) — чехословацкая бронированная ремонтно-эвакуационная машина
- VT-72B (BRAM-72B) — чехословацкая бронированная ремонтно-эвакуационная машина, вариант БРЭМ-1

### Чешские
- VT-72M4  — чешская модернизация VT-72 (BRAM-72) с силовой установкой и средствами связи, использованными на T-72M4CZ.

## Операторы

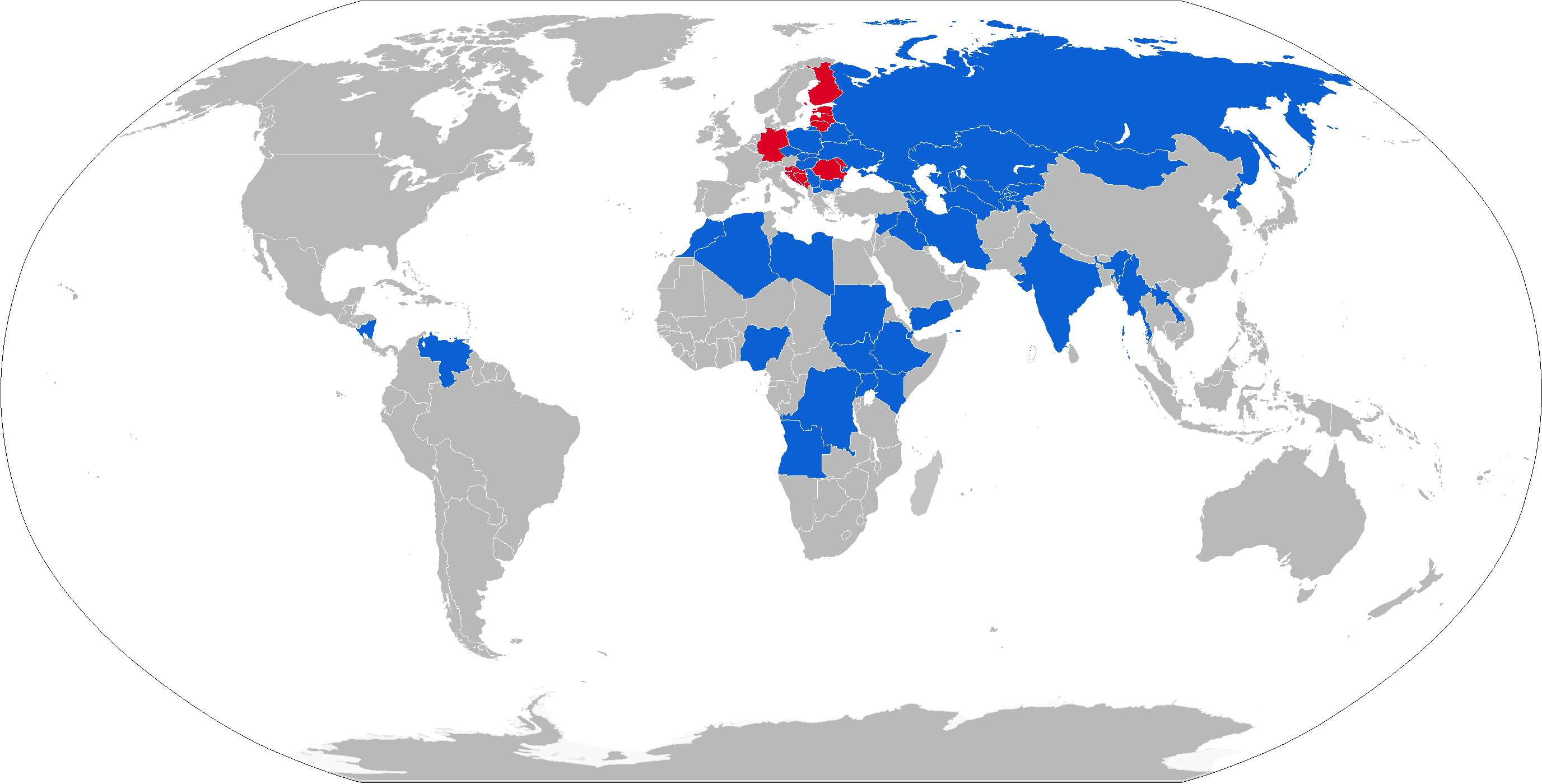
Операторы танка Т-72

### Современные
- Республика Абхазия — 9 Т-72, по состоянию на 2020 год[48]
- Азербайджан — 404 Т-72А/АВ/Б/SIM2 на вооружении, по состоянию на 2024 год[49]
- Алжир — 325 Т-72М1/М1М на вооружении, по состоянию на 2024 год[50]
- Ангола — 50 Т-72М1 на вооружении, по состоянию на 2024 год[51]
- Армения — около 100 Т-72А/Б на вооружении, по состоянию на 2024 год[52]
- Беларусь — 477 Т-72Б и 20 Т-72Б3М на вооружении, по состоянию на 2024 год[53]
- Болгария — 90 Т-72М1/М2 на вооружении, по состоянию на 2024 год[54]
- Венгрия — 44 Т-72М1 на вооружении, по состоянию на 2024 год[55]
- Венесуэла — 92 Т-72Б1В на вооружении, по состоянию на 2024 год[56]
- ДР Конго — 100 Т-72АВ на вооружении, по состоянию на 2024 год[57]
- Грузия — 100 Т-72Б/SIM1 на вооружении, по состоянию на 2024 год[58]
- Йемен — имеются Т-72 на вооружении, по состоянию на 2024 год[59]
- Индия — 2418 T-72M1 на вооружении, по состоянию на 2024 год[60]
- Ирак — не менее 168 Т-72М/М1, по состоянию на 2024 год[61]. В феврале 2022 года 10 Т-72М1 после капремонта, были поставлены из Болгарии в Иракскую армию, за ~10 млн $ за единицу.[62]
- Иран — 480 Т-72С на вооружении, по состоянию на 2024 год[63]
- Казахстан — 350 Т-72БА на вооружении по состоянию на 2024 год[64]. Всего Казахстану после расспада СССР досталось порядка 2.000 танков Т-72.
- Кыргызстан — 150 Т-72/T-72A на вооружении, по состоянию на 2024 год[65]
- Кувейт — 75 М-84AB (ещё 75 на хранении), по состоянию на 2023 год[66]
- Ливия — имеются Т-72 на вооружении, по состоянию на 2024 год[67]
- Малайзия — 48 PT-91M Pendekar на вооружении, по состоянию на 2024 год[68]
- Монголия — 50 Т-72А на вооружении, по состоянию на 2024 год[69]
- Марокко — 40 Т-72Б (в процессе модернизации до уровня EA), 47 Т-72EA на вооружении, по состоянию на 2024 год[70]
- Мьянма — 50 Т-72С на вооружении, по состоянию на 2024 год[71]
- Никарагуа — 20 Т-72Б1МС на вооружении, по состоянию на 2024 год[72]
- Нигерия — 10 Т-72АВ и 31 Т-72М1 на вооружении, по состоянию на 2024 год[73]
- Лаос — 10 Т-72Б1 на вооружении, по состоянию на 2024 год [74]
- Польша — 201 PT-91 на вооружении, по состоянию на 2024 год[75]
- Россия:
  - Сухопутные войска — 300 Т-72А/АВ/Б/БА, 650 Т-72Б3/Б3М на вооружении и некоторое количество на хранении по состоянию на 2024 год[76].
  - Воздушно-десантные войска — 50 Т-72Б3/Б3М на вооружении, по состоянию на 2023 год[77]
  - Береговые войска ВМФ — 100 Т-72Б3/Б3M на вооружении, по состоянию на 2024 год[78]
- Сербия — 195 М-84, не менее 4 М-84AS1, 30 Т-72МС на вооружении по состоянию на 2024 год[79]
- Словакия — 30 Т-72М на вооружении, по состоянию на 2024 год[80]
- Словения — 14 М-84 используются в качестве учебных (ещё 32 М-84 на хранении), по состоянию на 2024 год[81]
- Судан — некоторое количество Т-72АВ/Б на вооружении, по состоянию на 2024 год[82]
- Таджикистан — 28 Т-72/А/АВ/Б, 3 Т-72Б1 на вооружении, по состоянию на 2024 год[83]
- Туркменистан — 650 Т-72/-72УМГ на вооружении, по состоянию на 2024 год[84]
- Уганда — 40 Т-72А и 10 Т-72Б1 на вооружении, по состоянию на 2024 год[85]
- Узбекистан — 70 Т-72 на вооружении, по состоянию на 2024 год[86]
- Украина:
  - Сухопутные войска — 520 Т-72 различных модификаций на вооружении по состоянию на 2024 год[87]
  - Национальная гвардия — имеются Т-72 на вооружении, по состоянию на 2024 год[88].
- Хорватия — 74 М-84 на вооружении по состоянию на 2024 год[89]
- Чехия — 30 Т-72М4 CZ на вооружении и 93 Т-72 на хранении, по состоянию на 2024[90]
- Эфиопия — около 100 Т-72Б/УА1 на вооружении, по состоянию на 2024 год[91]
- Южный Судан — 80 Т-72АВ (возможно небоеспособны), по состоянию на 2024 год[92]

### Бывшие
- Босния и Герцеговина — 71 М-84, по состоянию на 2013 год[93]
- ГДР — 551 единица Т-72M/M1 Чехословацкого и Польского производства поставлены из СССР в период с 1979 по 1989 годы[2], перешли к ФРГ
- Куба — 50(51) Т-72, переданы Россией в 1993 году[94]
- Исламское государство — имеются Т-72, по состоянию на 2017 год[95]
- Чеченская Республика Ичкерия — имелись Т-72
- Оман — 6 единиц Т-72С поставлены в 1992 году из России[94]
- СР Румыния — 30 единиц Т-72 поставлены из СССР в 1979 году[2]. Сняты с вооружения[96].
- Северная Македония — 31 Т-72А, по состоянию на 2016 год[97]
- СССР — перешли к образовавшимся после распада государствам.
- США — 86 Т-72 поставлены из ФРГ (59 в 1991 году, ещё 27 в 1993 году)[2]
- Баасистская Сирия — имелось 1500—1700 Т-72/-72М1, по состоянию на 2011 год[98]
- Сьерра-Леоне — 2 единицы Т-72 поставлены с Украины через Польшу в 1995 году[2]
- Нагорно-Карабахская Республика — около 20 Т-72АВ/Б и 1 Т-72 SIM2, по состоянию на 2023 год[99]
- Финляндия — 70 Т-72, по состоянию на 2009 год[100]
- Чехословакия — 815 единиц Т-72М/M1 произведены по лицензии в период с 1977 по 1991 годы[2], перешли к образовавшимся после распада государствам
- Югославия — 390 единиц Т-72М1 произведены по лицензии (большинство в модификации М-84) в период с 1981 по 1990 годы[2].
- Южная Осетия — 75 Т-72, по состоянию на 2008 год[101]

## Боевое применение
- Баасистский Ирак — Ирано-иракская война (1980—1988)[102]
- Баасистская Сирия — Ливанская война (1982)[102][103]
- Ливия — Чадско-ливийский конфликт (1987—1990)[102]
- Индия — миротворческая миссия на Шри-Ланке (1987—1990)[102]
- Индия — Миротворческая операция ООН в Сомали[102]
- Ирак, Кувейт (M-84) — «Война в заливе» (1990—1991)[102]
- СССР — Путч 19-21 августа (1991)
- Армения, Азербайджан — Первая карабахская война (1991—1994), Вторая карабахская война (2020)[102][104]
- Боснийская война (1992—1995)[105]
- Россия, Таджикистан — Гражданская война в Таджикистане (1992—1995)[102]
- Россия, Чечня — Первая чеченская война (1994—1996), Вторая чеченская война (1999—2002)[102]
- Конфликт в Косово (1998—1999)
- Ирак — Иракская война[106] (2003)[102]
- Террористический акт в Беслане (2004)[107][108]
- Россия, Грузия — война в Грузии (2008)[102]
- Гражданская война в Ливии (2011)[102]
- Гражданская война в Сирии (с 2011 года)[102]
- Судан, Южный Судан — Пограничный конфликт между Суданом и Южным Суданом (2012)[102]
- Украина — война в Донбассе, используется обеими сторонами.[109][110]
- Вторжение России на Украину (обе стороны)

### Сирия
Впервые Т-72 применили при боевых действиях в 1982 году в Ливане, в долине Бекаа. 9 июня 76-я и 91-я сирийские бронетанковые бригады 1-й бронетанковой дивизии, оснащённые Т-62, попали в окружение на юге от озера Карун. Сирийское командование решило отправить из Дамаска элитные части 1-й бронетанковой дивизии, на вооружении которых, по одной версии, находились, в том числе, и танки Т-72 (по другой версии, Т-72 в этой дивизии не было), чтобы контратаковать израильтян на правом фланге и прорвать окружение..
Сирийские источники утверждают, что израильским танкистам не удалось подбить ни один сирийский Т-72. По оценке российского танкового эксперта Михаила Барятинского, один Т-72 был поражён в борт предположительно танком «Шот-Каль» («Центурион»)
Вопреки мифу о боевом крещении Т-72, которое произошло в бою с танками «Меркава», если внимательно проследить боевой путь сирийских танков Т-72 и израильских «Меркава», будет представляться сомнительной сама возможность их встречи в бою. Барятинский пришёл к выводу, что «ни одна „Меркава“ не подбила ни одного Т-72 и ни один Т-72 не подбил ни одну „Меркаву“, потому что они просто не встретились в бою».
После этого Израиль и Сирия договорились о прекращении огня в полдень 11 июня. Обе стороны ринулись в атаку, чтобы захватить как можно больше территории. Ранним утром сирийские Т-72 81-й бригады достигли Штавраха, а затем повернули на юг по двум параллельным дорогам, прямо на позиции 409-го противотанкового батальона и M60 767-й бригады (по израильским данным, 767-я бригада в последующем бою не участвовала). Сирийские танкисты, пошли в наступление без проведения разведки. В результате они попали в засаду, всего 9—12 Т-72 было поражено ракетами TOW. Сирийцы заявляли о поражении в этом бою до 10 израильских танков M60. Все подбитые Т-72 сирийцам удалось отбуксировать, кроме одного, после этого они вернулись на шоссе Бейрут-Дамаск.
По данным ЦРУ поражение сирийских танков Т-72 в Первой ливанской войне может быть примером хорошей тактики преодоления преимущества (в некоторых технических аспектах) вооружения противника.
Сирийские Т-72 применялись во время гражданской войны в стране. Только за год активных боевых действий с июня 2012 по июнь 2013 года сирийская армия потеряла как минимум 110 танков Т-72. В целом визуально подтверждены 837 потерянных сирийской армией Т-72 за время войны.

### Ирак
Ещё одной страной, активно использовавшей Т-72, стал баасистский Ирак. Первые 100 машин советского производства были получены Ираком в 1979—1980-х годах. Экспортные модификации отличались конструкцией броневой защиты лобовой части башни, а также системой противоатомной защиты и комплектацией боеприпасов. После начала войны с Ираном советское руководство перестало оказывать военную помощь Ираку. Но уже в январе 1982 года Польша поставила 250 танков Т-72М. В сентябре этого же года Советский Союз снял эмбарго на поставки техники. Всего в Ирак было поставлено 1038 танков Т-72, которые себя хорошо показали в бою против иранских танков.
На начало войны у Ирака имелось около 80 Т-72 в составе 10-й президентской бронетанковой бригады, которая обороняла Багдад и могла использоваться только в самых крайних случаях. Так, в начале января 1981 года Т-72 10-й бригады были применены для отражения масштабного иранского контрнаступления в провинции Дизфуль, в ходе которого произошло крупнейшее танковое сражение войны. Иранские танки были разгромлены. Специалисты из США пришли к выводу, что 125-мм пушки 2А46 танков Т-72 в ходе боёв показали почти на 1 километр большую дальность эффективного огня, чем орудия иранских танков М60 и Чифтен, также как и лобовая броня Т-72 оказалась непробиваема для снарядов иранских танков. Потери в результате всего сражения составили лишь 3 Т-72, из них ни один не был подбит танковым огнём.
9 января 1981 года Т-72 были использованы для контратаки иранцев в провинции Илам во время операции «Харазм», по одним иранским данным семь танков были потеряны менее чем за час под ударами иранских вертолётов AH-1, по другим иранским данным этого же самого автора во всей операции «Харазм» было потеряно лишь два иракских Т-72. В 1982 году он успешно использовался в июльских боях под Басрой и Кесре-Ширин. Северо-восточнее Басры 10-я бригада Ирака танками Т-72 ударила во фланг иранской дивизии, в результате иранцы оставили на поле боя несколько десятков танков западного производства. Всего в результате сражения Иран захватил 101 танк и другие бронемашины (в том числе 12 Т-72, которые впервые попали в руки к иранцам), иракцы захватили 400 танков и других бронемашин. В районе Кесре-Ширин иракский танковый батальон, вооружённый танками Т-72, в скоротечном бою полностью разгромил танковый батальон иранцев на танках «Чифтен», не понеся при этом потерь. В ходе боёв 1982 года выяснилось что 105-мм снаряды иранских танков и ПТУР TOW не представляют опасности для лобовой брони Т-72. 120-мм снаряды Чифтена представляли опасность только на дистанции до 1000 метров.
8 февраля 1983 года две бригады иранской 92-й бронетанковой дивизии пересекли границу и начали наступление на Эль-Амару. Для обороны иракцы задействовали бригаду танков Т-72. Во встречном танковом сражении иранцы были разгромлены, потеряв более 100 танков, в основном чифтенов. Иракцы потеряли до 60 танков, в основном Т-55 и всего лишь несколько Т-72. Захваченные иранские танки были выставлены в Багдаде для журналистов. В этом году из танков Т-72 была сформирована 2-я бронетанковая бригада Республиканской гвардии. 7 апреля 1984 года из 10-й и 2-й бронетанковых бригад была сформирована 1-я бронетанковая дивизия Республиканской гвардии «Хаммурапи». В 1987 году из полученных танков Т-72 были сформированы 2-я бронетанковая дивизия Республиканской гвардии «Медина» и механизированные 3-я «Тавакальна» и 6-я «Навуходоносор».
Несколько иракских Т-72 было подбито в ходе иранской операции «Кербала-1» в сражении за Мехран. Удержать город иракцы так и не смогли.
В феврале 1988 года Ирак начал массированное наступление во главе которого шли Т-72 Республиканской гвардии. Они нанесли иранским танкам несколько тяжёлых поражений. Последним крупным сражением Ирано-иракской войны, где участвовал Т-72, стал захват острова Маджнун иракской армией в 1988 году. Остров обороняли 60 танков «Чифтен» и «Скорпион», с иракской стороны в операции были задействованы 2000 танков. Успех иракской армии оказался абсолютным — остров был освобождён, все иранские танки уничтожены или захвачены в качестве трофеев. С февраля по июль иракцы выбили все иранские силы с территории Ирака, иранцы потеряли больше половины своей бронетехники. К концу наступления у Ирана осталось менее 200 боеспособных танков. Было уничтожено и захвачено несколько сотен иранских танков и сотни других бронемашин. Потери за восемь лет войны составили около 60 танков Т-72.
В ходе боевых действий несколько раз США просили Иран продать им один танк Т-72, в одном из случаев предложив обменять его на пулемёты. Подобные предложения отправить им всего лишь один танк Т-72 США делали и Ираку, предложив при этом в обмен за одну «семьдесятдвойку» 24 175-мм самоходки M107. Во всех случаях на все предложения США обе стороны ответили отказом.
В послевоенном интервью, иранский командир танка «Чифтен» Адар Форузиан, считал Т-72 самым грозным противником на поле боя. В первом своём сражении он чудом остался жив, когда снаряд Т-72 попал в двигатель его танка и экипажу пришлось бросить машину. Во время последнего сражения, в октябре 1982, его рота захватила контрольный пункт на границе Ирака. Для контратаки на следующий день, иракцы задействовали танки Т-72. Танк Адара получил попадание и вышел из строя. Иракские танки атаковали волонтёры из «живых волн». Адар отмечал, что волонтёры были готовы на всё, даже зачистить минное поле своими телами. 70 процентов из них погибло в этом сражении, 5 танков из его роты были подбиты, остальные не стреляли. Его рота имела хорошую поддержку артиллерии и под её ураганным огнём, иракцы всё-таки отступили. Адар отмечал высокую мобильность иракских «семьдесятдвоек», когда собственному «Чифтену» приходилось длительное время охлаждаться из-за недостаточной мощности двигателя.
После войны Ирак начал собственное производство танков Т-72 под названиями «Саддам» и «Вавилонский лев», иракцам не удалось наладить только производство танковых пушек 2А46. На основе боевого опыта иракцы произвели модификацию танков Т-72 по усилению бронирования лба корпуса, установку китайских генераторов оптических помех и французских автоматических огнетушителей. Иран также начал собственное производство этого танка.
Вторжение в Кувейт
Следующей войной, где участвовали иракские танки Т-72, стал захват Кувейта в 1990 году. Кувейт тоже располагал такими танками югославского производства (M-84).
Для проведения операции Ирак отводил 690 танков из состава 4 дивизий, в основном Т-72. Кувейт имел около 300 танков в составе 4 бригад, причём большинство составляли современные модели, в том числе 6 M-84 в составе гвардии Эмира и от 165 до 213 «Чифтенов».
Иракские дивизии Республиканской гвардии «Хаммурапи» и «Навуходоносор» силой в 350 танков атаковали Кувейт с севера, дивизии «Медина» и «Тавакальна» силой в 340 танков атаковали с запада перекрыв пути отступления в Саудовскую Аравию. Первой границу пересекла 17-я бронетанковая бригада под командованием бригадного генерала Раада Хамдани дивизии «Хаммурапи». Возле перевала Мутла 17-я бригада была атакована из засады батальоном танков «Виккерс» 6-й механизированной бригады Кувейта. Кувейтские танки с дистанции 300 метров подбили один иракский танк, однако иракцы не остановили движение и стреляя на ходу уничтожили кувейтский отряд. Командир 6-й бригады, находившийся в одном из «Виккерсов» был взят в плен. Всего лишь немногие кувейтские силы смогли оказать сопротивление. Так, например, произошло во время «Битвы за мосты» в южном пригороде Кувейт-Сити. Бронетанковая дивизия «Хаммурапи», вошла в Кувейт-Сити. Иракцы двигались в походной колонне, и встреча с 35-й бронетанковой бригадой Кувейта стала для них неожиданностью. Однако танкистам «Чифтенов» в ходе этой засады не удалось попасть ни в один иракский Т-72, поражена была лишь одна артиллерийская установка. M-84 гвардии Эмира участвовали в бою за Дасманский дворец. В ходе боя с иракскими коммандос 2 M-84 было уничтожено и 4 захвачено.
Всего за два дня войны Кувейт потерял практически всю свою бронетехнику, из около 1371 единицы бронетехники Кувейта вырваться в Саудовскую Аравию удалось менее 100, все остальные были уничтожены и захвачены, в том числе все M-84. Потери Ирака по данным Al Mokatel составили 120 единиц бронетехники, часть из них Т-72, но неясно это кувейтские заявления или данные признанные иракцами.
Операция «Буря в пустыне»
По общему количеству задействованных танков обе стороны были примерно равны, но у Ирака было значительно меньше современных танков, Ирак имел около 1000 Т-72 и около 300 «Чифтенов» и они не могли рассчитывать на воздушную поддержку, антииракская коалиция одних «Абрамсов» задействовала около 1800 штук. Кувейт в операции задействовал 70 полученных танков M-84.
Первое боестолкновение иракских Т-72 с войсками коалиции могло произойти во время битвы за Хафджи. Группировка вторжения имела небольшое количество этих танков. Подразделения, вооружённые Т-72 использовались для отвлечения внимания авиации коалиции, пока в это время 3-я механизированная дивизия Ирака (танки Т-55) нанесла главный удар по Хафджи.
Основным соперником иракского Т-72 стал американский основной боевой танк М1A1 Абрамс («Абрамсы» первых модификаций в бой с «семьдесятдвойками» не вступали, эта роль отводилась модернизированным машинам с немецкими 120 мм орудиями). Зачастую встречи между американскими и иракскими танками заканчивались победой первых. Деморализованные иракские танкисты после 39 дней беспрерывных бомбардировок, не смогли оказать достойного сопротивления. В наиболее крупных сражениях с «Абрамсами» участвовали дивизии «Тавакальна» и «Медина», эти сражения привели к разгрому иракцев. Известен случай, когда один «Абрамс», увязший в грязи и оставленный в ожидании эвакуационной машины, был атакован тремя Т-72. В ходе завязавшегося боя «Абрамс» получил три попадания снарядов (2 ОФ и 1 БПС) с минимальными повреждениями; все три Т-72 были уничтожены. Прибывшие на помощь «Абрамсы» решили расстрелять окончательно увязшую в грязи машину, они выпустили по ней три 120 мм снаряда (3 УБПС), которые также причинили танку лишь поверхностные повреждения. После эвакуации машины башня была заменена, и танк вернулся в строй.. По официальным американским данным иракские Т-72 сумели поразить только около 10 танков M1A1, из которых 4 были выведены из строя. Также имели место бои Т-72 с более старыми M60, в которых было уничтожено не менее 5 иракских танков. 26 февраля рота «Бредли», поддерживаемая танками M1 «Абрамс», вступила в бой со вкопанными иракскими Т-72 и БМП; в течение двух часов американская бронетехника была разбита и отступила(все «Брэдли» роты были поражены огнём), обороняющиеся иракцы потеряли шесть Т-72. По свидетельству командира одного иракского батальона, насчитывавшего 44 Т-72М, его подразделение потеряло 37 танков за шесть минут одного боя против «Абрамсов». Утром 25 февраля один иракский батальон потерял за полторы минуты 34 из 35 своих Т-72 в бою с M1A1 морской пехоты.
По последним американским данным количество потерянных Ираком танков Т-72 вероятно не превысило 150 единиц, ими по американским данным было выведено из строя 4 танка «Абрамс» и больше 20 единиц другой бронетехники.
Значительную роль сыграло отсутствие у Ирака современных бронебойных снарядов (имевшиеся на вооружении были 1960-х годов; в СССР такие снаряды ещё в 1973 году были сняты с вооружения). Также, все танки Т-72 армии Ирака относились к экспортным модификациям (Т-72М) и многослойного бронирования башни не имели В качестве элементов защиты использовались французские автоматические огнетушители и китайские генераторы оптических помех. Последние неоднократно защищали танки от огня управляемых ракет.
Вторжение в Ирак (2003)
Иракские Т-72 использовались во время интервенции Многонациональных сил в Ирак в 2003 году. Перед войной Ирак имел около 850 танков Т-72. 24 марта американское командование подготовило для атаки частей 2-й бронетанковой дивизии РГ «Медина» в городе Кербела 31 вертолёт AH-64 «Апач» 11-го авиационного полка Армейской авиации США. Иракская разведка вскрыла планы американцев. Во время взлёта один «Апач» разбился. При подлёте к цели вертолёты были встречены мощным заградительным огнём танков, зениток и крестьян с винтовками. После получасового боя один «Апач» был сбит огнём с земли (его экипаж попал в плен), все остальные были повреждены и стали возвращаться на базу. Иракцы потеряли 12 танков (или всего 4 или 5), вероятно по большей части или все Т-72, и несколько зенитных установок. Из 29 вернувшихся вертолётов только 7 оставались полётпригодными, 2 повреждённых было списано, или же все отремонтированы. 

3 апреля возле Махмудии Т-72 встретились с американскими «Абрамсами». Бой завершился в пользу американцев, без потерь уничтоживших 7 иракских танков. Предполагается, что в ходе продвижения к Багдаду войска США уничтожили около 200 танков этого типа.

### Конфликты на постсоветском пространстве
По мнению авторов книги «Боевые машины Уралвагонзавода. Танк Т-72» тот факт, что танки Т-72 плохо зарекомендовали себя в азербайджанской и грузинской армиях связан не с их конструктивными особенностями, а с низкой квалификацией обслуживающего персонала, а также некачественными запчастями и ГСМ.
Первая карабахская война
В войне за Нагорный Карабах обе стороны использовали несколько сотен танков Т-72 различных модификаций оставшихся от частей ЗакВО Советской армии. Азербайджан признал безвозвратную потерю 178 танков Т-72 (что почти в 3 раза больше армянских потерь). Большинство танков (три четверти) было брошено азербайджанцами в полностью исправном состоянии при отступлении. Больше 100 трофейных танков встали на вооружение Армии обороны НКР.
Вторая Карабахская война
В войне между Арменией и Азербайджаном 2020 года по фото- и видеоматериалам зафиксировано уничтожение азербайджанскими войсками 146 и захват в неповреждённом состоянии 103 армянских танков Т-72 различной модификации, итого 249 танков. Официальные источники Азербайджана претендуют на уничтожение 287 и захват 79 армянских танков, то есть 366 танков Т-72. В свою очередь, по фото- и видеоматериалам зафиксировано уничтожение армянскими силами 38 и захват 5 танков Т-72 модификации Aslan азербайджанской армии.
Чеченские войны
Т-72 стал самым широко используемым танком конфликта. Они были самыми многочисленными как среди федеральных войск (несколько сотен) так и среди бандформирований Дудаева (несколько десятков).
В ходе первой войны было задействовано около 300 танков Т-72. Они применялись в составе:
- Дудаевские силы задействовали танки в составе Шалинского танкового полка (36 или 38 Т-72А)[102][178].
- Чеченская оппозиция получала помощь в составе 35 Т-72А с наёмными экипажами.
- Российские федеральные силы во время первого штурма задействовали по меньшей мере 141 танк Т-72 в составе: 276-го (31 Т-72Б1), 255-го (7 Т-72А), 693-го (19 Т-72 (172М)), 503-го (27 Т-72А) мотострелковых полков, 74-й (31 Т-72Б (М)) и 131-й мотострелковых бригад (26 Т-72А). Позже прибыло подкрепление, в том числе 324-й мотострелковый полк (Т-72Б1), 136-я (Т-72Б), 205-я (Т-72А/Б) мотострелковые бригады и 141-й отдельный танковый батальон 19-й мсд.[179][180]

Боевые действия Т-72 начались в 1994 году с участия Шалинского полка в стычках с пехотой и танков Т-62 оппозиции. О потерях в этих боях «семьдесятдвоек» информация неизвестна. 23 ноября, ещё до начала официального участия федеральных сил в первой чеченской войне, дудаевские танки получили сильный удар от федеральной авиации. Ми-24 и Су-25 совершили налёт и уничтожили половину полка, 21 танк.
26 ноября танки Т-72, полученные чеченской оппозицией от федеральных войск и управляемые наёмными экипажами, совместно с оппозицией участвовали в неудачном штурме Грозного. В операции участвовали 35 танков Т-72А, только четырём из них удалось покинуть город после провала штурма, остальные были уничтожены или брошены. Среди сдавшихся в плен танкистов оказались участники расстрела Верховного Совета России. Часть подбитых танков была отремонтирована и введена чеченскими бандформированиями в строй, тем самым возместив потери от российской авиации тремя днями ранее. 11 декабря федеральные силы в лесу возле Кень-Юрта, нашли 4 танка, 2 Т-72А и 2 Т-62М, брошенных оппозицией после провала штурма, во время перегона в 1 Т-72 произошёл пожар и танк был потерян.
Во время штурма Грозного российской армией с середины декабря 1994 по февраль 1995 года было задействовано как минимум 141 Т-72, 71 Т-80 и 9 ПТ-76. Им противостояло до 25 дудаевских танков Т-72 и Т-62, до 80 артиллерийских орудий, не считая других средств. В боях использовались все возможности танкового вооружения, включая управляемые ракеты, поражавшие цели на дальности около 4 километров. Всего за 3 месяца боёв были безвозвратно потеряны не менее 33 танков Т-72 федеральных сил, включая 15 Т-72Б и не менее 18 Т-72А. Общие потери в российских танковых подразделениях были довольно тяжёлыми, например, в танковом батальоне 74-й гв. омсбр из 31 Т-72 к концу боёв в центре Грозного в боеспособном состоянии осталось 4 танка. Из 80 танков Северо-Кавказского военного округа типа Т-72, динамическая защита была установлена только на 14 машинах, при этом сами контейнеры не были снаряжены элементами взрывчатых веществ. Из-за ошибок в тактическом использовании танковых подразделений, когда бронированная техника применялась в неразумных количествах и без прикрытия мотострелками, — на один танк могло приходится до 6—7 гранатомётчиков. Случаев пробития лобовой брони Т-72 неизвестно.
Значительные потери понесли и дудаевские бандформирования. 1 января 1995 года у ж/д вокзала был уничтожен Т-72 главаря Шалинского полка Сайпуди Исаева, который был тяжело ранен. К концу февраля Шалинский танковый полк был практически полностью разгромлен. С начала операции и по 8 апреля 1995 года 14 дудаевских танков были захвачены в качестве трофеев, по всей видимости все они были Т-72, о захваченных Т-62 информация неизвестна. Остальные практически все были уничтожены.
2 марта 1995 года в районе Черноречье 245-м полком был захвачен дудаевский танк Т-72.
В ходе боёв произошло несколько танковых дуэлей. Первый танковый бой произошёл в Аргуне между Т-72 дудаевцев и Т-62 оппозиции. Огнём дудаевских «семьдесятдвоек» один Т-62 был подбит. Во время наступления танков Т-80 133-го танкового батальона на Грозный произошло несколько боёв с танками Т-72 Шалинского танкового полка. Потеряв от огня дудаевских танков один Т-80 подбитым, российские танкисты уничтожили не менее 4 «семьдесятдвоек» боевиков. В районе ж/д вокзала Т-72А № 531 131-й бригады получил 5 попаданий РПГ и был добит попаданием танкового снаряда с расстояния 100 метров, 1 член экипажа погиб. Ещё в районе вокзала танки Т-80 81-го гв. мотострелкового полка предположительно уничтожили 2 дудаевских танка, один из Т-80 получил 3-4 попадания танковых снарядов без каких-либо повреждений. Также известно, что танком Т-72 под командованием лейтенанта Юрия Таможеникова был уничтожен дудаевский танк Т-72А. Огнём БМД-1 под командованием С. Муравья тремя выстрелами был сожжён дудаевский танк.
В марте 1996 года в освобождении посёлка Гойское, который обороняли более 400 хорошо вооружённых боевиков, принимала участие танковая рота Т-72Б одного из мотострелковых полков Уральского военного округа. В ходе атаки противник пытался отразить танковую атаку огнём из ПТРК. Всего произведено 14 пусков ПТУР, из 12 ракет попавших в танки, только 1 смогла пробить броню попав в область люка наводчика, лёгкие ранения получил один член экипажа. Все танки сохранили боеспособность. Огнём из танковых пушек пусковые установки ПТУР и их расчёты были уничтожены.
В мае 1996 года российской армией был взят населённый пункт Бамут, в ходе боя уничтожен дудаевский танк Т-72.
4 июня 1996 года во время боя за Ведено при отступлении от наступавшего 245-го полка боевиками был брошен танк Т-72.
Т-72 федеральных сил принимали участие в защите Грозного в августе 1996 года от нападений боевиков и террористов. В ходе боёв было выведено из строя 18 танков федеральных сил (все или по большей части Т-72), только 5 (все Т-72) из них были потеряны безвозвратно. Потери танков чеченской стороны в ходе этого боя неизвестны. Например, один дудаевский танк был уничтожен огнём федерального танка Т-80БВ.
В ходе нападения боевиков Хаттаба на городок 136-й гв. мотострелковой бригады в Буйнакске (1997) были уничтожены два танка Т-72, однако неясно были они уничтожены в бою или сожжены на стоянке.
Во время Второй чеченской войны, танк зарекомендовал себя значительно лучше, уже не понеся значительных потерь. Был учтён опыт тяжёлых потерь в городских боях в первую войну, в результате за время всей второй войны было подбито лишь 9 танков Т-72 и Т-62 федеральных сил. Во время штурма Грозного в 1999—2000 годах участвовал танковый батальон 506-го гв. мотострелкового полка в составе 31 Т-72Б. Во время боёв за железнодорожное депо в январе 2000 года Т-72Б № 611 получил 9 попаданий и не вышел из строя, из 3 попаданий ПТУР и 6 РПГ, только одно от РПГ пробило броню попав в верхний люк, однако кумулятивная струя не задела экипаж попав в корму. В начале февраля город был освобождён от бандформирований. К июню 2000 года из 31 танка 506-го полка участвующих в войне, лишь 1 танк был отправлен на ремонтный завод, все остальные танки получившие повреждения были восстановлены силами ремонтных подразделений, находившихся в зоне боевых действий.
В войне наилучшим танковым подразделением, показавшем наибольшую боевую эффективность, был признан 160-й гвардейский танковый полк, вооружённый устаревшими танками Т-62. С другой стороны, в 2003 году главнокомандующий сухопутными войсками РФ Н. В. Кормильцев назвал Т-72 наиболее эффективным образцом бронетанковой военной техники в реальных боевых условиях, держащего несколько попаданий РПГ и продемонстрировавший высокую огневую эффективность. Отмечалось, что при маршах в горных условиях танки работали практически безотказно.
Три Т-72 применялись в ходе штурма захваченной боевиками школы в Беслане в сентябре 2004 года. По официальным данным, один танк произвёл 7 выстрелов осколочно-фугасными снарядами по зданию школы. По свидетельству очевидцев, стреляли два танка и выстрелов было произведено больше.
Война в Грузии (2008)

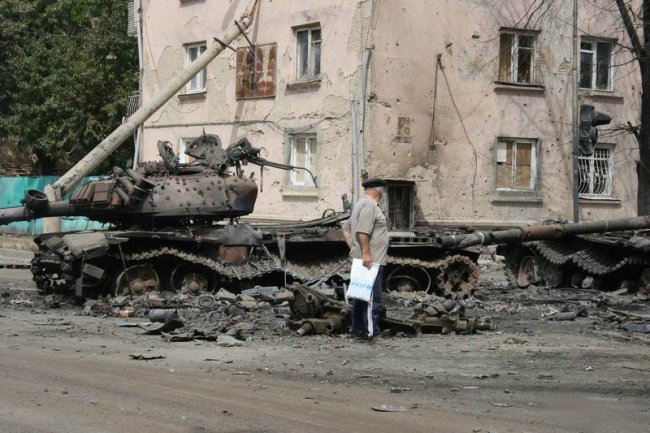
Два грузинских Т-72, уничтоженных осетинскими военнослужащими на улице Цхинвала (2008 год)

В ходе войны в Грузии (2008) Т-72 применялись с обеих сторон, находясь на вооружении грузинских и российских войск. За время конфликта с российской стороны было потеряно 2 танка Т-72, с грузинской — около 60 уничтоженных и захваченных танков Т-72 (в основном израильской модификации T-72SIM-1).
Утром 9 августа произошёл танковый бой между группой российских Т-72 и численно превосходящих сил грузинской бронетехники. Бой продолжался вплоть до отхода грузинских войск из Цхинвала. Танк под командованием Яковлева уничтожил не менее 7 единиц вражеской бронетехники, другой танк под командованием Мыльникова уничтожил 8 единиц бронетехники. Из группы четырёх российских Т-72, был потерян один танк.
Сорванная взрывом башня одного из грузинских Т-72 была установлена в качестве памятника.
Война на Донбассе

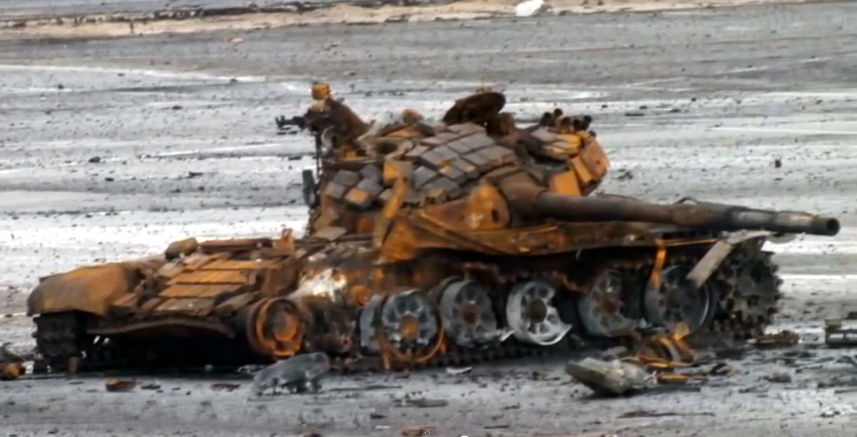
Уничтоженный Т-72Б у Донецкого аэропорта

Танки Т-72 используются обеими сторонами (по другим данным, только ДНР и ЛНР) в Войне на востоке Украины. Вооружённые формирования, подконтрольные Россией, ДНР и ЛНР использовали танки Т-72Б обр. 1989 года, Т-72Б3 Т-72БА и T-72Б1,. В октябре 2014 года журналисты Reuters опубликовали снимки сгоревших Т-72 нескольких модификаций, найденных ими на территории Украины, в 40 километрах от Донецка. Модификация Т-72Б3 на тот момент состояла на вооружении только российской армии, и уничтожение такого танка в ходе боёв за Иловайск было использовано как доказательство прямого участия России в конфликте.
Несмотря на то, что танк Т-72 был снят с вооружения ВСУ нехватка бронетехники вследствие потерь украинской армии, министерство обороны Украины выдало заказ на возвращение в строй находившихся на хранении единиц.

### Нигерия
В 2014 и 2015 годах Нигерия купила несколько десятков танков Т-72 для борьбы с исламистскими террористами. Происходили встречи с бронетехникой боевиков. Так в конце 2014 года, в ходе танковой дуэли на северо-востоке страны, огнём Т-72 3-й бронетанковой дивизии Нигерии был уничтожен танк Vickers Mk. 3 боевиков Боко Харам.
Как указывал нигерийский генерал-майор Крис Олуколаде танки Т-72 сыграли решающую роль в разгроме крупной группировки террористов Боко Харам в середине февраля 2015 года. В ходе боёв Боко Харам потеряла около 300 боевиков убитыми а также несколько единиц бронетехники и несколько сотен единиц автомобильной техники.
Потери нигерийский танков неизвестны. В 2015 году боевики захватили один Т-72 при разгроме базы правительственных войск. В 2018—2019 годах публиковались фото- и видеоподтверждения уничтожения двух Т-72 модификаций М1 и АВ

### Украина
В ходе нападения России на Украину, зафиксировано массовое применение танков семейства Т-72 (в основном модификация Т-72Б3) со стороны ВС РФ и эпизодическое со стороны ВСУ. В силу неправильной тактики применения танков (движение в колоннах без должного охранения, отрыв от тыловых колон обеспечения) а также конструктивных особенностей (расположение БК в боевом отделении в непосредственной близости от экипажа), потери танков семейства Т-72 ВС РФ оказались достаточно высокими. Причём основные потери в танках Т-72 ВС РФ понесли от ПТРК ВСУ, таких как FGM-148 Javelin, Стугна, NLAW. Также зафиксированы уничтожения российских Т-72 от миномётных обстрелов, наездов на мины и от ударов с Bayraktar TB2. Это, в свою очередь, вызвало очередной виток дискуссии о значении танка на современном поле боя.
Зафиксированы случаи участия Т-72 в танковых боях. В марте 2022 года один украинский Т-72Б атаковал российскую колонну, отступавшую из Новая Басань, и уничтожил один танк и три бронетранспортёра.
Отмечаются многочисленные случаи захвата Т-72 различных модификаций в качестве трофея Вооружёнными силами Украины, на 26 июня 2022 года подтверждено, что украинские силы захватили не менее 188 единиц российских Т-72, в основном Т-72Б3 и Т-72Б. При этом подтверждённые потери украинских Т-72 составляют пять уничтоженных и пять захваченных, из них половина — Т-72АМТ. По оценке международного института стратегических исследований, за год вторжения Россия потеряла около половины довоенного парка Т-72Б3 и Т-72Б3 обр.2016. По данным Oryx, на весну 2023 года, Россия потеряла не менее 1500 Т-72 уничтоженными и брошенными.

### Другие конфликты
Индия применяла Т-72 в ходе боевых действий на Шри-Ланке. Известна фотография, на которой изображены два Т-72 с оторванными башнями, подорвавшиеся на минах. В целом индийские миротворцы потеряли 12 танков Т-72 при подрывах на минах.
Т-72 ливийской армии участвовали в гражданской войне 2011 года. Британская авиация использовала против них новейшие ракеты Brimstone; в ходе первого удара этими ракетами было уничтожено три Т-72 в районе Адждабии. В результате ударов авиации НАТО было уничтожено значительное число Т-72, и к 2019 году танки этого типа в Ливии уже считались редкостью.
Во время пограничного конфликта 2012 года южносуданские Т-72 встретились в бою с суданскими Тип 85. В танковых боях было уничтожено 4 Т-72АВ и ещё 2 повреждено, Тип 85 потерь не имели.
Суданские Т-72, по-видимому, используются в операциях против повстанческой группировки Движение за справедливость и равенство; это подтверждается опубликованными группировкой фотографиями Т-72 с динамической защитой, уничтоженного в январе 2014 года. В ходе гражданской войны в Южном Судане оппозиция в январе 2014 года объявила об уничтожении в боях двух правительственных Т-72.

## Происшествия
9 января 1991 года при выводе советских войск из Чехословакии в результате пожара и детонации снарядов танка Т-72 погибли 17 солдат и офицеров.
22 октября 2010 года в результате пожара на станции Луговая в Жамбылской на территории воинской части (в/ч 85395) вооружённых сил Казахстана сгорели четыре Т-72.

## Сохранившиеся экземпляры
| Тип                       | Местонахождение                                                              | Изображение |
| ------------------------- | ---------------------------------------------------------------------------- | ----------- |
| Т-72                      | Музейный комплекс УГМК, Верхняя Пышма, Свердловская область                  |             |
| T-72А                     | Музей техники Вадима Задорожного                                             |             |
| Объект 172М               | Бронетанковый музей в Кубинке                                                |             |
| Т-72 «Урал» (Объект 172М) | Музей отечественной военной истории в Падиково                               |             |
| Восточногерманский Т-72   | В канадском музее Борден                                                     |             |
| Т-72Б                     | Мемориал в Степанакерте                                                      |             |
| Т-72                      | Парк советско-польского братства по оружию, Рязань                           |             |
| Т-72                      | Парковый комплекс истории техники имени К. Г. Сахарова, Тольятти             |             |
| Т-72                      | Военно-исторический комплекс имени Н. Д. Гулаева, Аксай (Ростовская область) |             |
| Т-72Б                     | Парк военных трофеев в Баку                                                  |             |

## Галерея

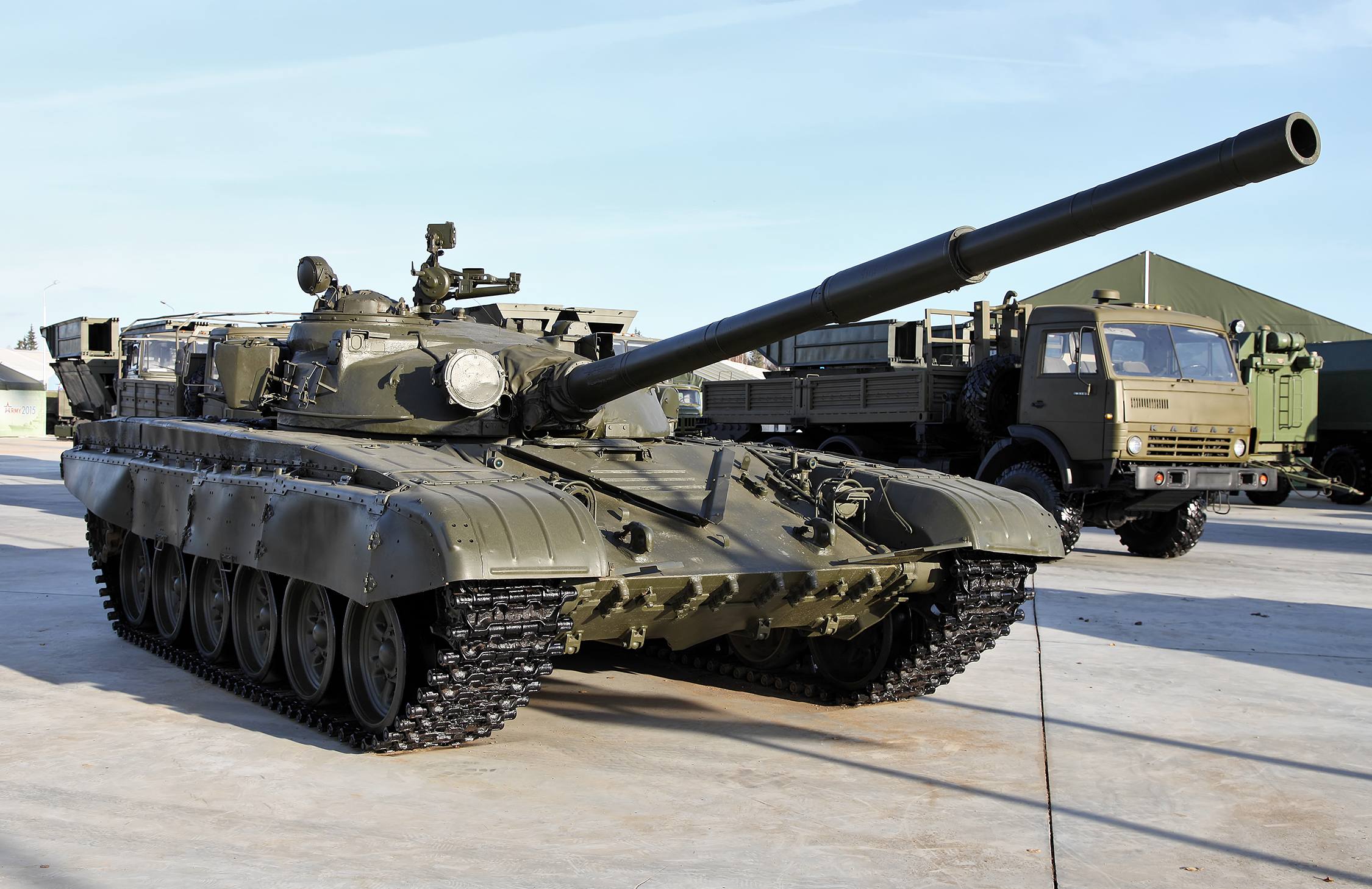
Т-72
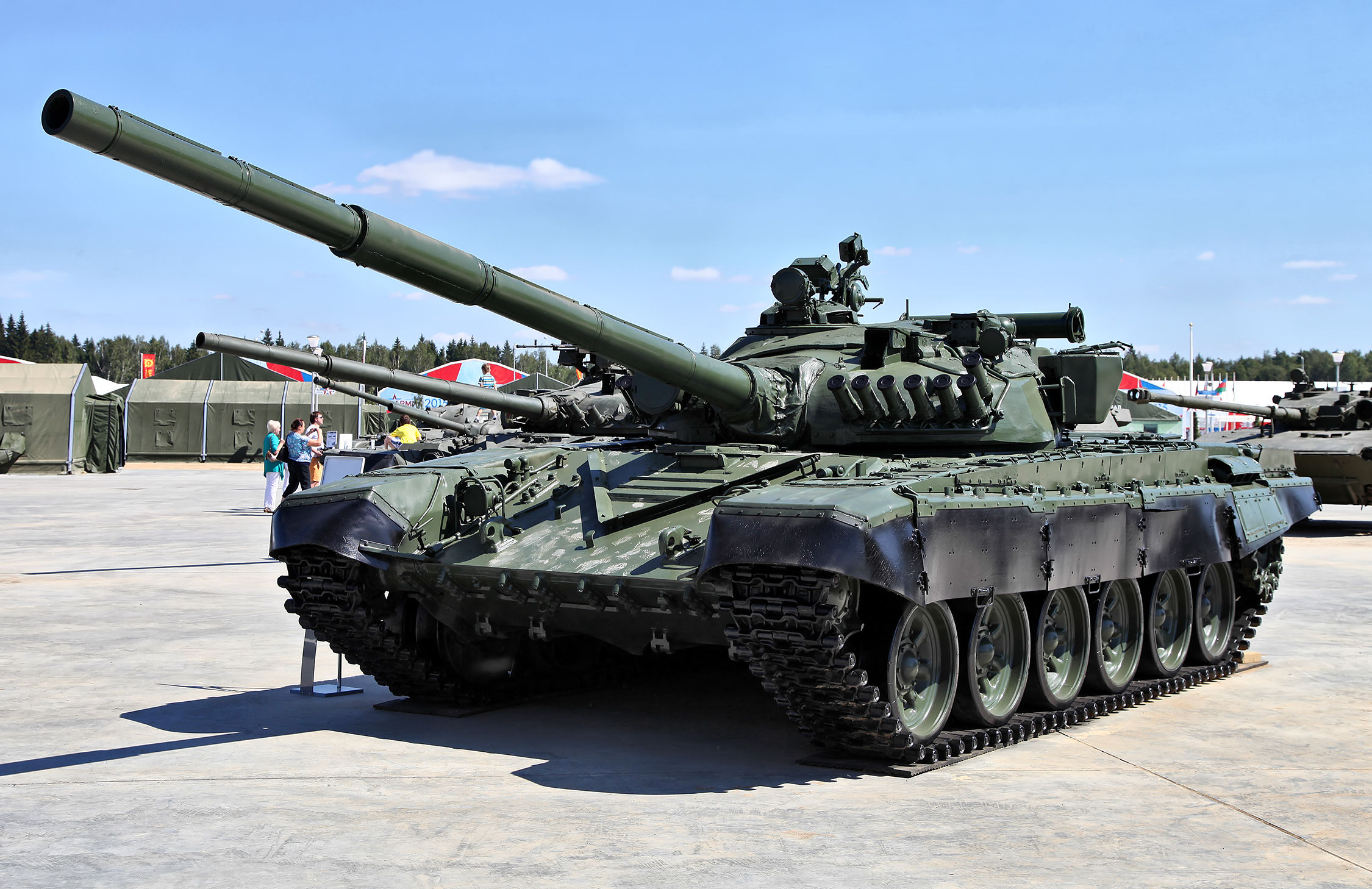
Т-72А
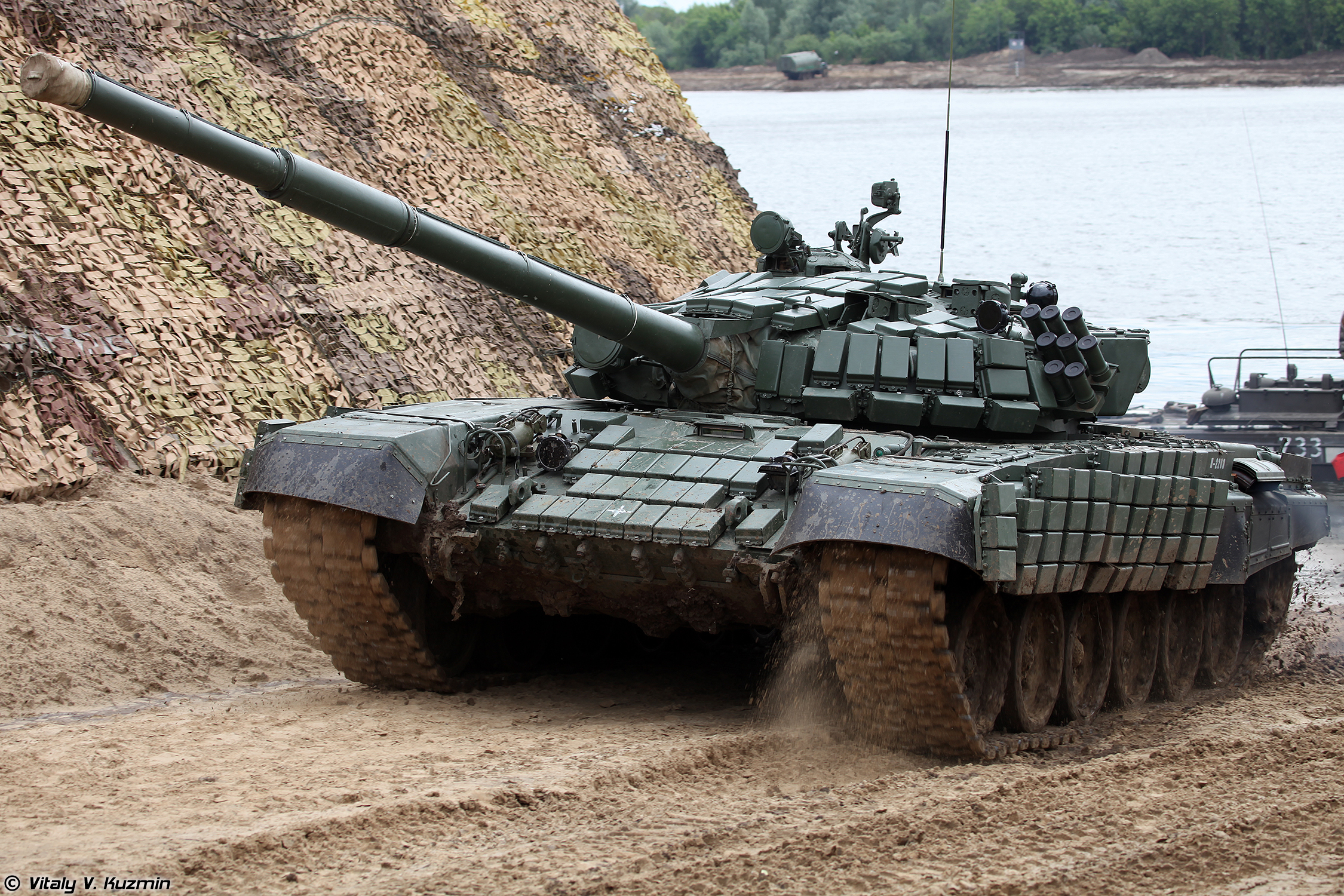
Т-72Б/Б1
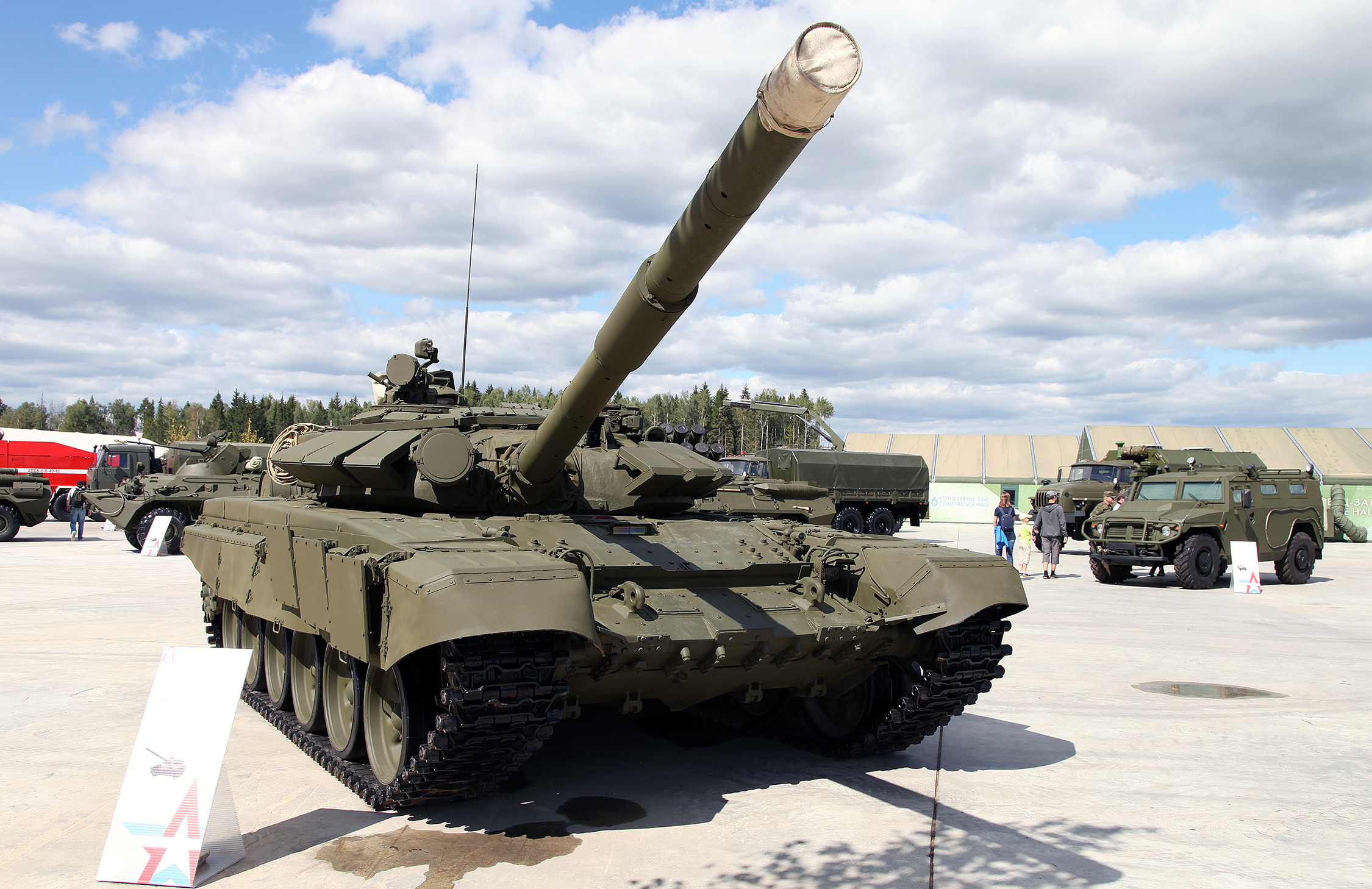
Т-72Б обр. 1989
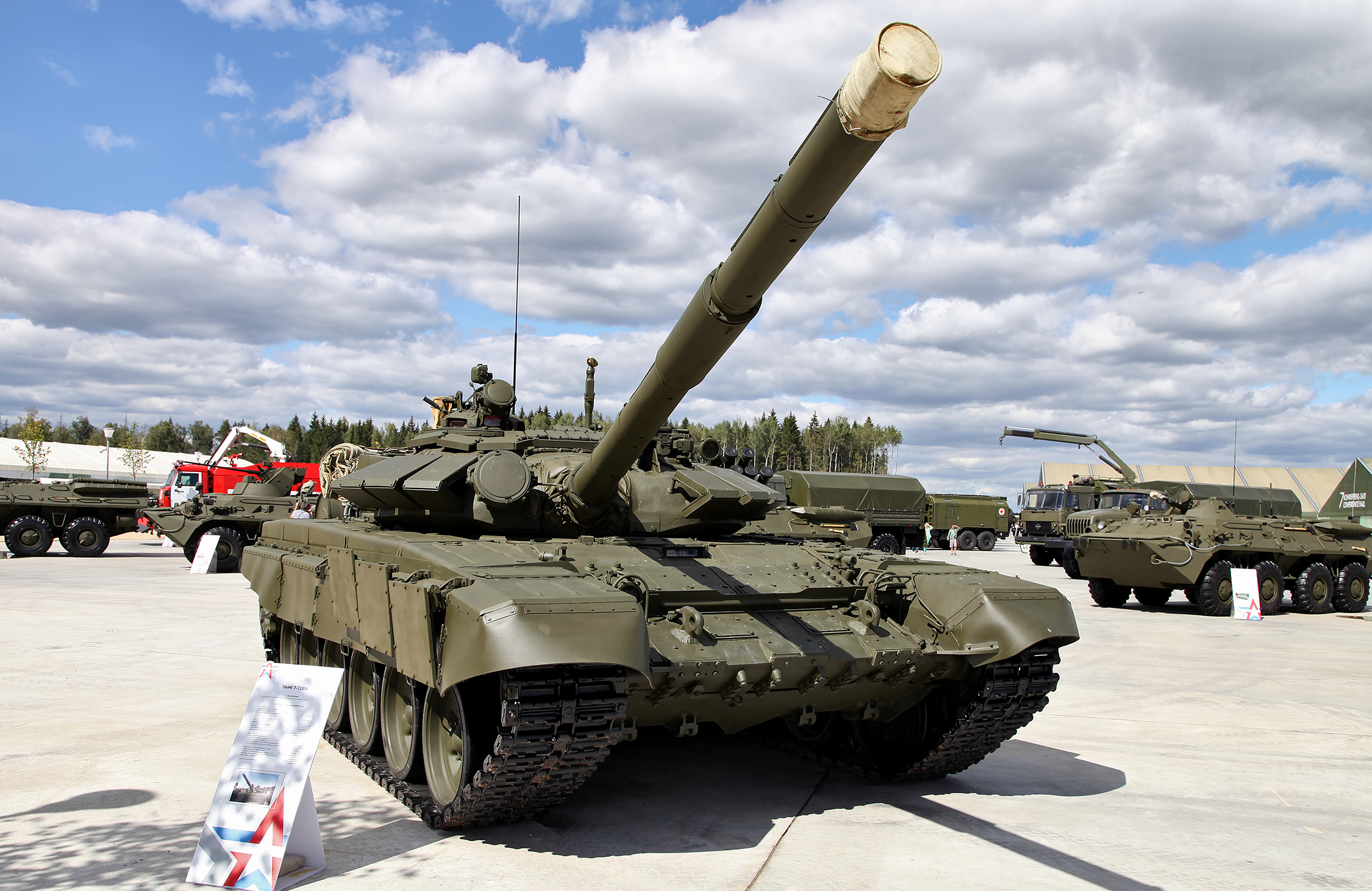
Т-72БА
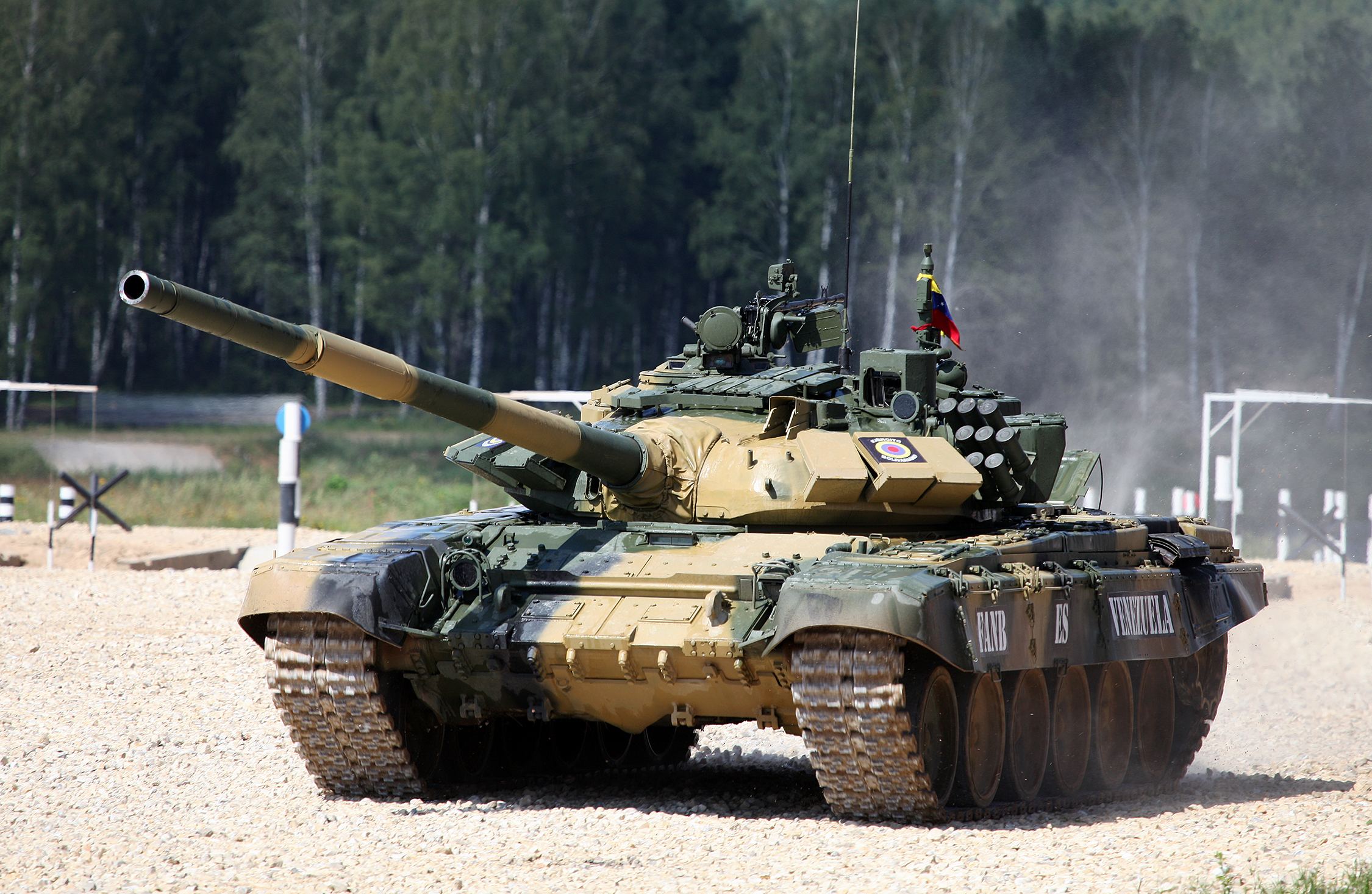
Т-72Б3 обр. 2011
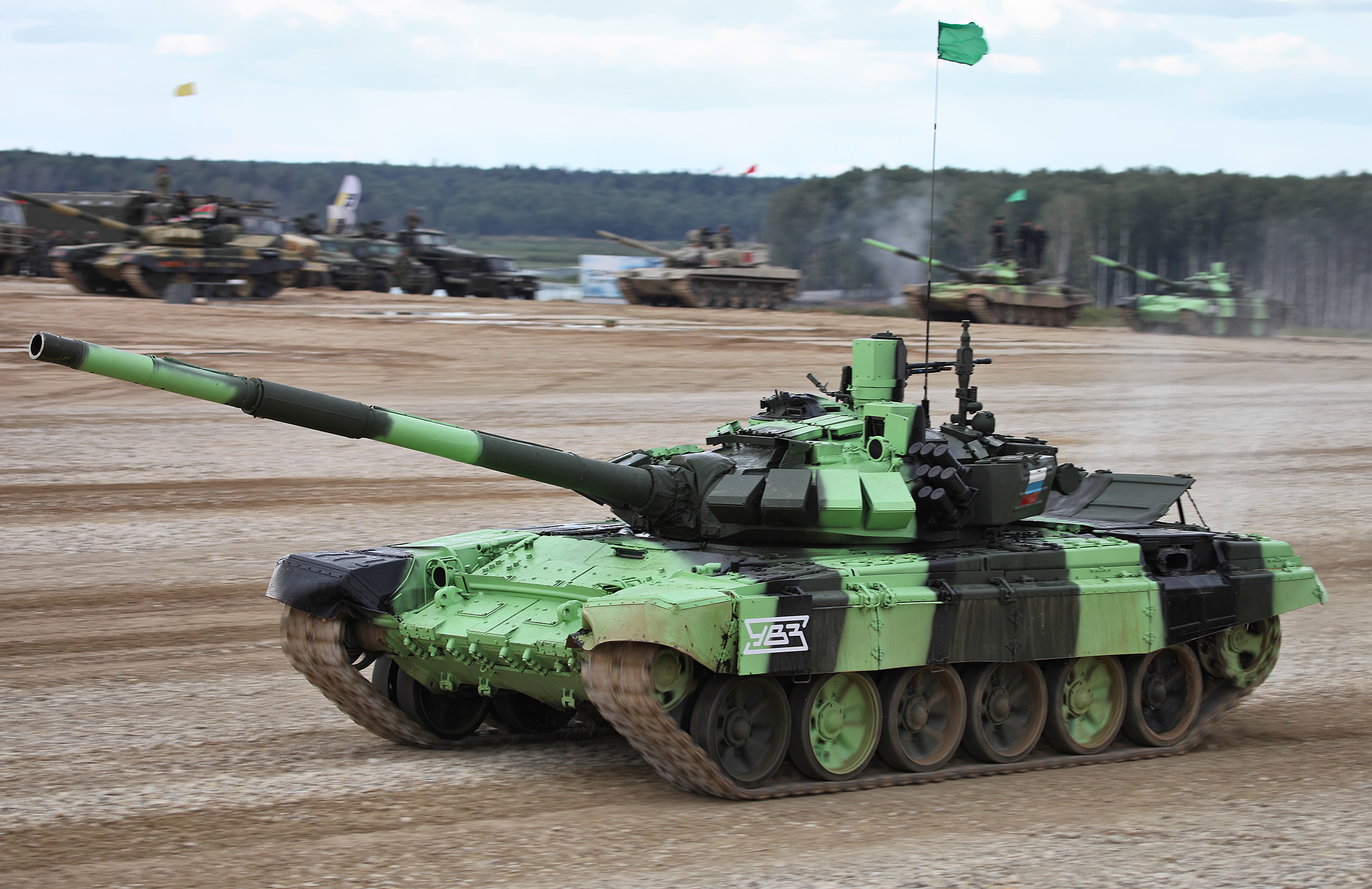
Т-72Б3 обр. 2014
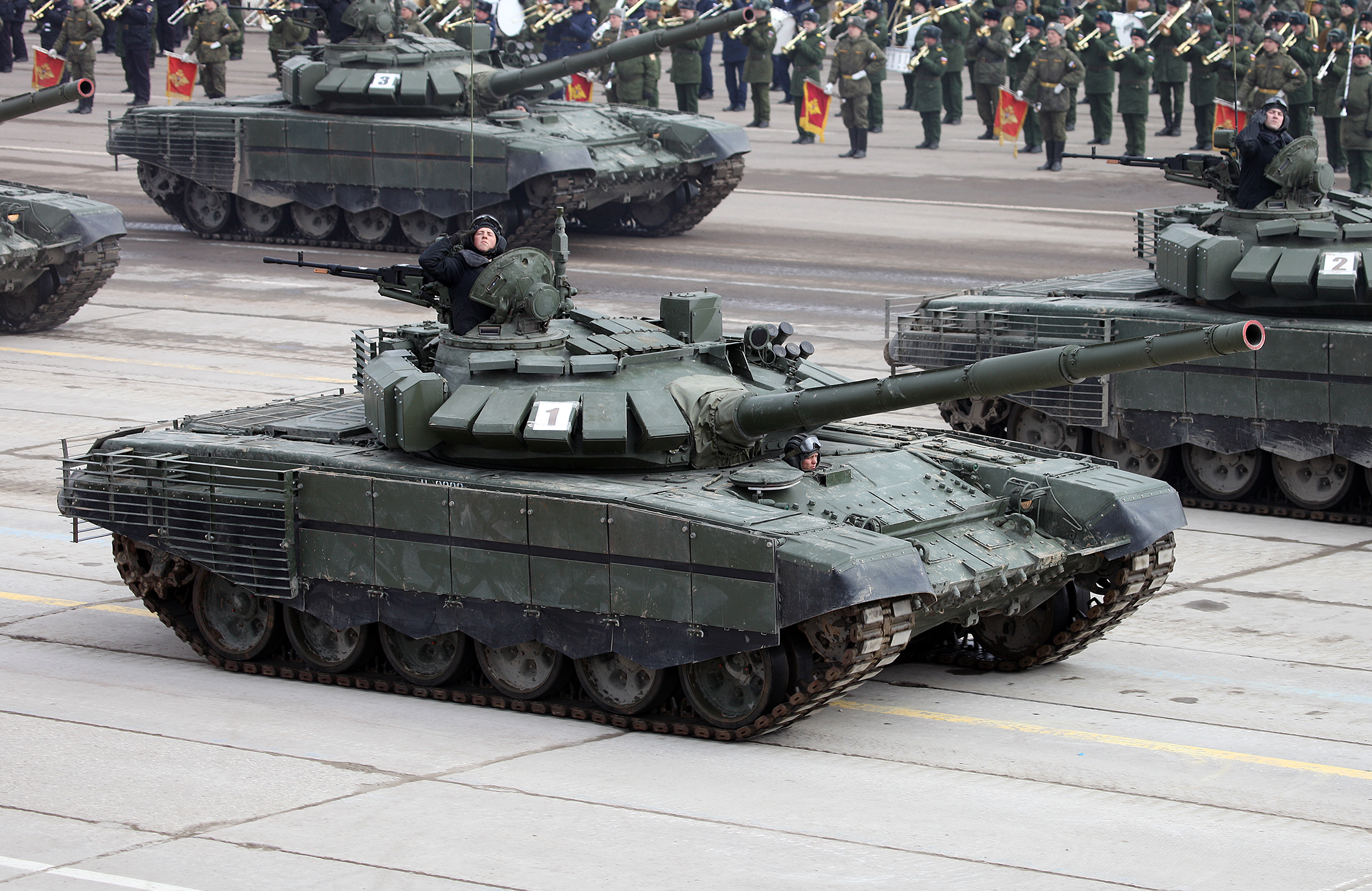
Т-72Б3 обр. 2016
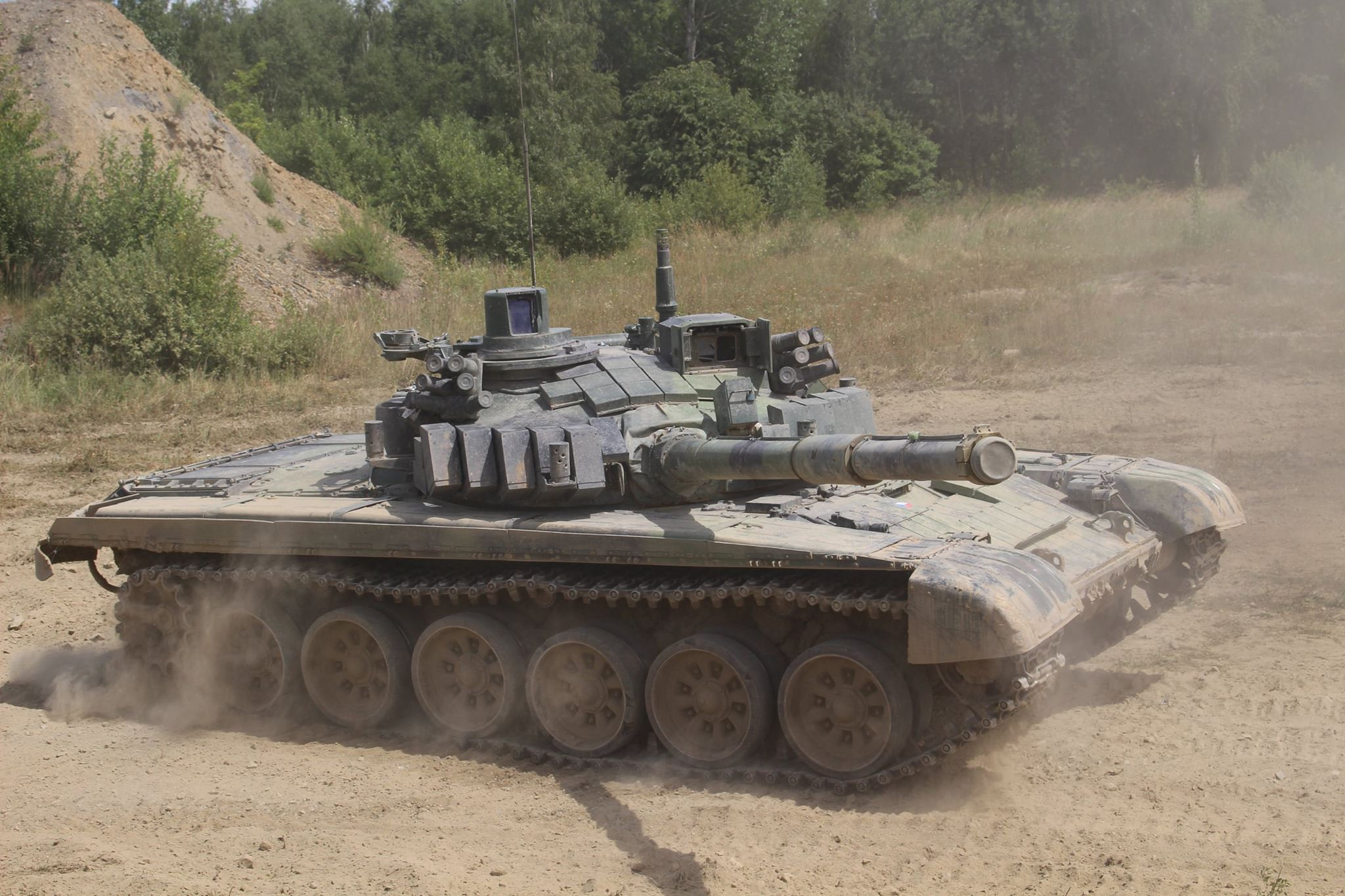
T-72M4 CZ
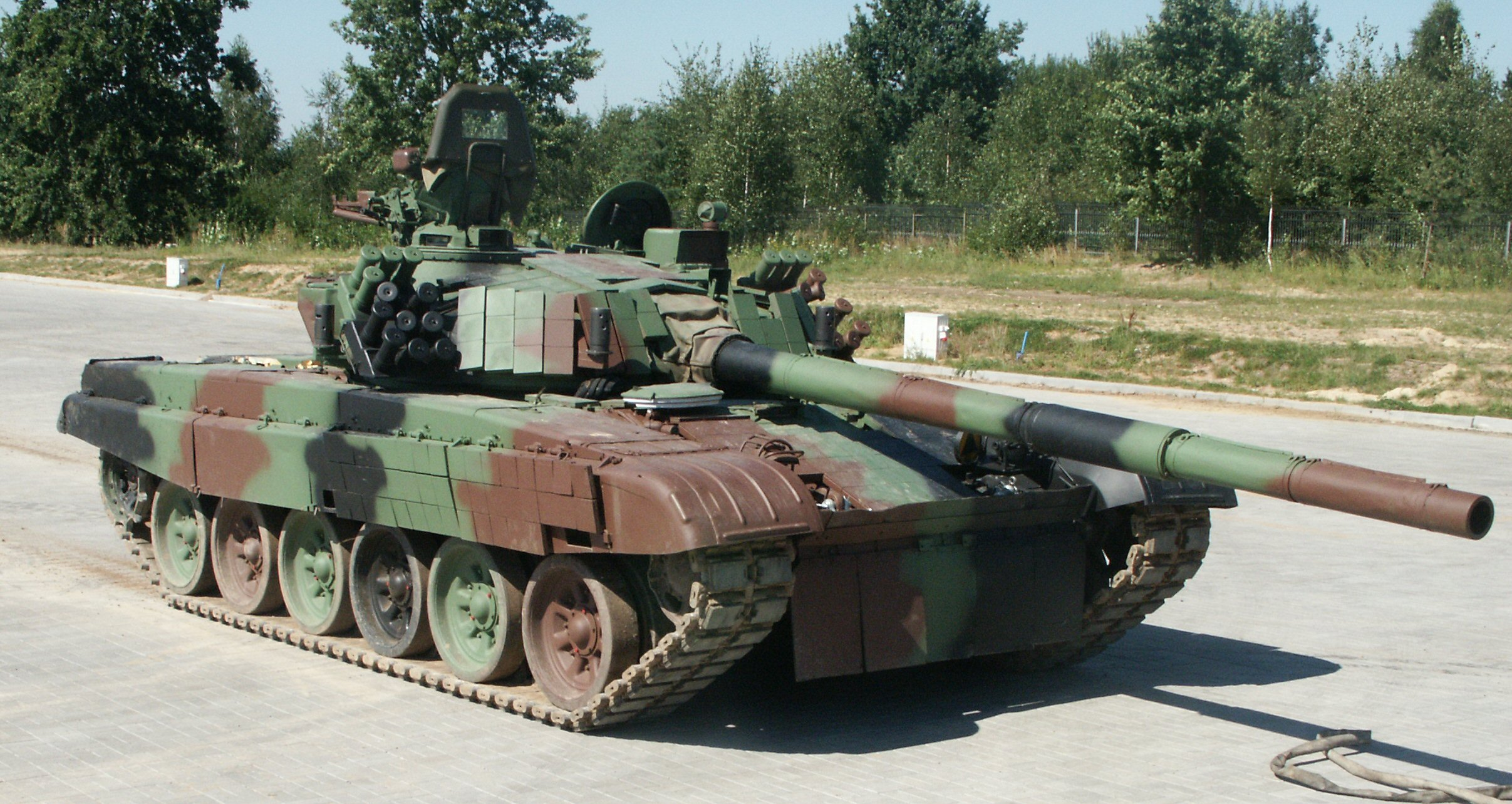
PT-91 Twardy
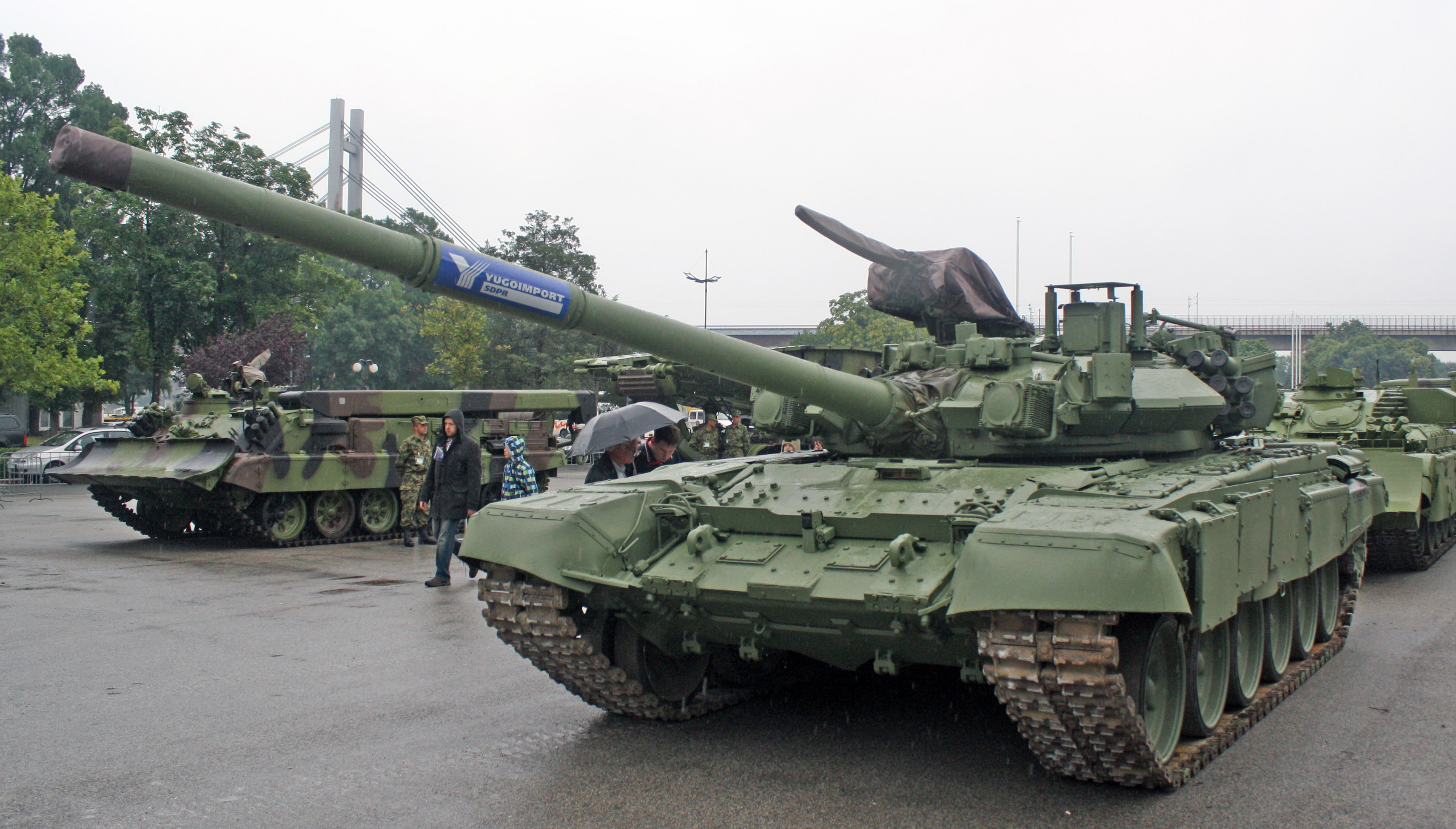
M-84AB1
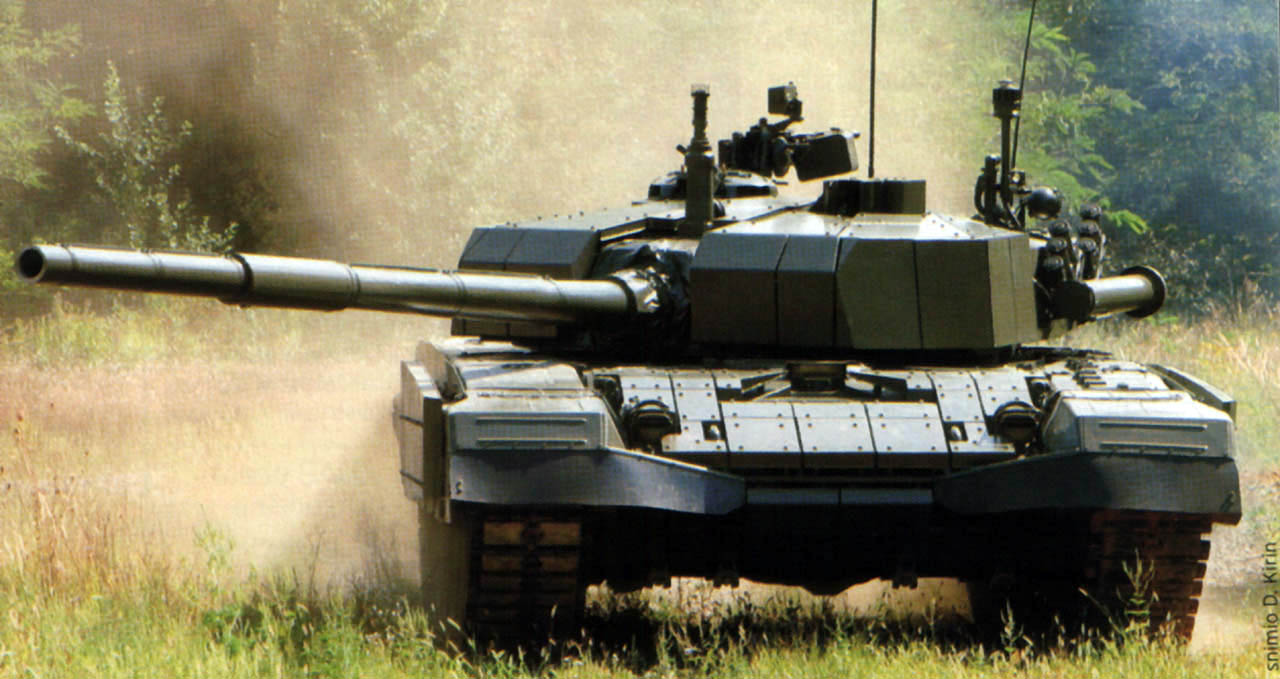
М-95 Дегман
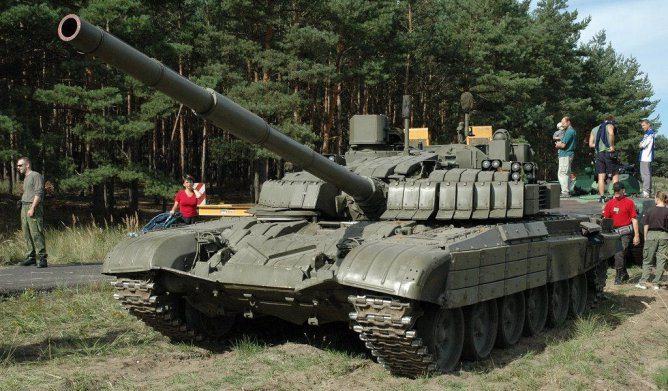
T-72M2 Moderna

## Подбитый Т-72 в Берлине, 2023 год
24 февраля 2023 года в Берлин привезли подорванный на украинской противотанковой мине в районе Бучи, российский танк Т-72. Его установили перед посольством РФ, при этом ствол танка указывал в сторону российского посольства. Акция была организована по инициативе музея Berlin Story Bunker и приурочена к годовщине полномасштабного российского вторжения на Украину. Жители Берлина засыпали подбитый Т-72 цветами. 28 февраля танк был убран и будет установлен в Нидерландах.

## В компьютерных играх
- Танк Т-72 в различных модификациях присутствует в многопользовательской онлайн игре War Thunder как исследуемые и премиумные средние танки Vl-VIII ранга. В игре представлены следующие экземпляры: Т-72А, Т-72Б, Т-72Б обр. 1989, Т-72Б3 обр. 2016, Т-72Б3М, Т-72Б3А, Т-72М1 (экспортная версия для ГДР, Венгрии и Финляндии), T-72AV Turms-T и T-72M2 Moderna.
- Танк Т-72 представлен в многопользовательской онлайн игре Armored Warfare как исследуемый и премиумный ОБТ.
- Танк Т-72Б был добавлен в дополнении Winds of Change в игре Regiments.
- Танк Т-72 присутствует в игре "Т-72: Балканы в огне".

- Танк Т-72Б3 (обр. 2011 г.) добавлен в модификации Cold War игры «В тылу врага: Штурм 2»
- В пошаговой стратегии в реальном времени WARNO представлены следующие экземпляры: T-72, T-72M, T-72MK, T-72M1, T-72S, T-72MD, T-72M1D, T-72M2 Wilk, T-72M1K и T-72MUV2.
- В мобильной игре MWT:Tank Battles Т-72А представлен как основной танк III тира